# 九州電気軌道
九州電気軌道株式会社（旧字体：九州電氣軌道󠄁株式會社󠄁、きゅうしゅうでんききどうかぶしきがいしゃ）は、明治末期から昭和戦前期にかけて、現在の福岡県北九州市域において軌道事業（路面電車）を営んでいた鉄道事業者である。略称は「九軌」（きゅうき）。法人としての西日本鉄道（西鉄）の前身であり、西鉄とは同一企業にあたる。
1908年（明治41年）設立。1911年（明治44年）に軌道事業を開業し、以後順次路線を延伸した。1940年代に入ると福岡県下の鉄道事業統合の中心となり、1942年（昭和17年）、県下の鉄道事業者4社を合併、西鉄となった。九州電気軌道が建設した路線は西鉄北九州線となったが、ごく一部の区間を残して廃止されており西鉄の路線としては現存しない。
軌道事業以外にも、軌道の沿線地域を中心に電気供給事業を営んだ。軌道事業よりも収入の多い主力事業であったが、1940年（昭和15年）に事業譲渡によって撤退した。従って九州電力送配電の管内にかつて存在した電力事業者でもある。

## 概要

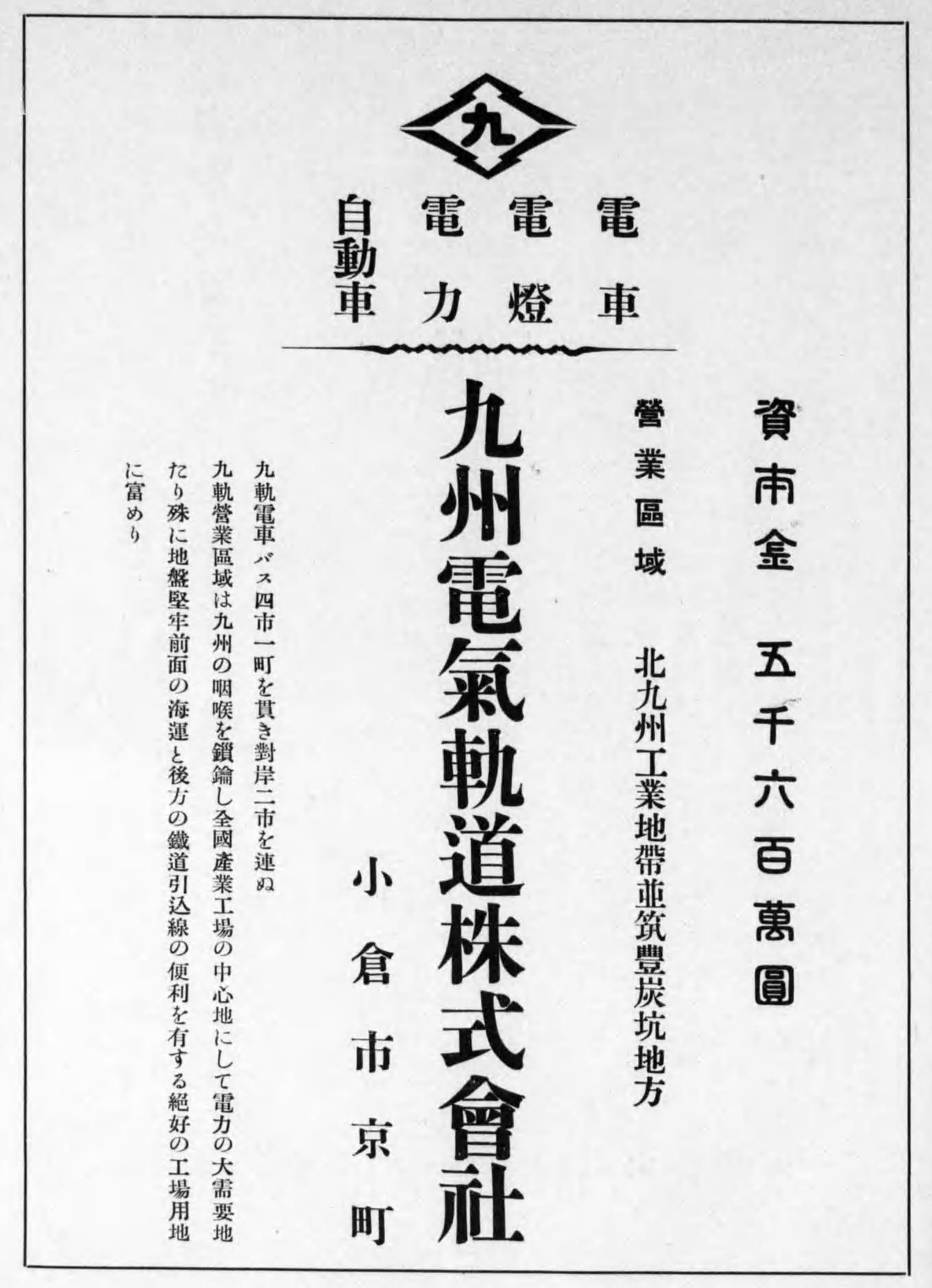
九州電気軌道の広告（1939年）

福岡県を中心に鉄道事業・バス事業を営む西日本鉄道株式会社（西鉄）は、1942年（昭和17年）9月1日、九州電気軌道株式会社（九軌）が九州鉄道・福博電車・博多湾鉄道汽船・筑前参宮鉄道の4社を合併し、商号を変更したことで成立した企業である。本項では、九州電気軌道と称していた時期の西鉄について扱う。
九州電気軌道は1908年（明治41年）12月、現在の北九州市域に軌道線（路面電車）を敷設する目的で設立された。軌道事業の開業は1911年（明治44年）。以後1929年（昭和4年）にかけて約40キロメートルの路線を建設した。これらの路線は西鉄発足後「西鉄北九州線」とされたが、1980年代より順次廃止が進み、筑豊電気鉄道線（1956年開業）に編入された一部区間を除いて2000年（平成12年）11月に全廃されており、西鉄の路線としては現存しない。
軌道事業以外の付帯事業で最も規模が大きいものが電気供給事業である。軌道事業よりも早い1909年（明治42年）に開業し、軌道沿線への電灯・電力供給を展開、北九州工業地帯への電力供給の一翼を担った。1930年代後半には総収入の7割近くをこの電気供給事業が占めており、主力事業であったが、1939年（昭和14年）に火力発電所を国策会社日本発送電へ出資し、翌1940年（昭和15年）には残る配電部門を当時の九州の大手電力会社九州水力電気へと事業を譲渡して電気供給事業から撤退した。このため同事業は西鉄に引き継がれていない。発電所や供給区域はその後九州電力へ渡った。
付帯事業はその他に、バス事業、土地事業、さらに1910年代後半からの一時期のみ電気化学事業があった。バス事業・土地事業は出資する関係会社による運営としていた時期もあるが、バス事業は直営となった後に西鉄へ引き継がれた（西鉄バス）。また関係会社にはバス会社・土地会社のほか百貨店事業を営む井筒屋百貨店（現・井筒屋）などがあった。

## 沿革

### 設立の経緯

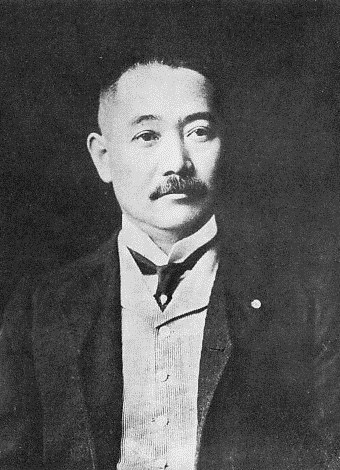
九州電気軌道初代社長松方幸次郎

九州の北部に位置する北九州市は、1963年（昭和38年）に門司市・小倉市・戸畑市・八幡市・若松市の5市が合併し成立した市である。小倉市は小倉藩の城下町に由来するが、他の都市は八幡製鉄所（八幡市にて1904年本格操業開始）をはじめとする工場の進出による工業都市として、あるいは工場や筑豊地方の炭鉱を背景とする港湾都市として明治以降に発展した地域にあたる。この5市のうち洞海湾の西に位置する若松市を除いた4市を結んでいた電気鉄道がかつての西鉄北九州線であり、その大部分を建設した会社が九州電気軌道である。
九州電気軌道の軌道敷設計画は、1905年（明治38年）に門司から小倉に至る区間の軌道敷設特許を出願した「門司電気鉄道」と、翌1906年（明治39年）に小倉から八幡を経て黒崎に至る区間および小倉から戸畑を経て八幡に至る区間の軌道敷設特許を出願した「八幡馬車鉄道」（11月「八幡電気鉄道」に変更）を起源とする。門司電気鉄道の発起人は川崎造船所社長で神戸川崎財閥を率いる松方幸次郎や、播磨造船所社長小曽根喜一郎ら神戸の財界人が中心。一方八幡電気鉄道の発起人はすべて福岡県内の人物で、銀行家の富安保太郎、呉服商の渡辺与八郎、炭鉱経営の伊藤伝右衛門らが名を連ねた。
1907年（明治40年）5月1日、門司電気鉄道発起人に対し門司市 - 小倉市間の、八幡電気鉄道発起人に対し小倉市 - 遠賀郡黒崎町間および小倉市 - 遠賀郡八幡町間の軌道敷設特許がそれぞれ下付された。その後この2つの計画は計画区間が隣接することから合同することで話がまとまり、1907年9月に門司電気鉄道発起人が八幡電気鉄道発起人に特許を譲渡、両グループの発起人は「九州電気軌道」発起人として一体化された。しかし当時は日露戦争後の反動不況の最中であり、株式の払込金徴収は不振で資金調達は難航した。当初計画では資本金を200万円に設定していたが、1908年（明治41年）6月の発起人会で100万円への減額を決定、さしあたり計画の一部、門司 - 黒崎間の建設を取り決めた。会社設立期限の1908年12月末の直前になってようやく目標としていた25万円の払込金徴収が完了し、1908年12月11日、九州電気軌道株式会社の創立総会開催となり、17日に設立登記を完了した。
社長には神戸側から松方幸次郎が就任、松方の代理人久保正助が専務取締役となった。本社は小倉市内に構えた。

### 軌道事業の開業

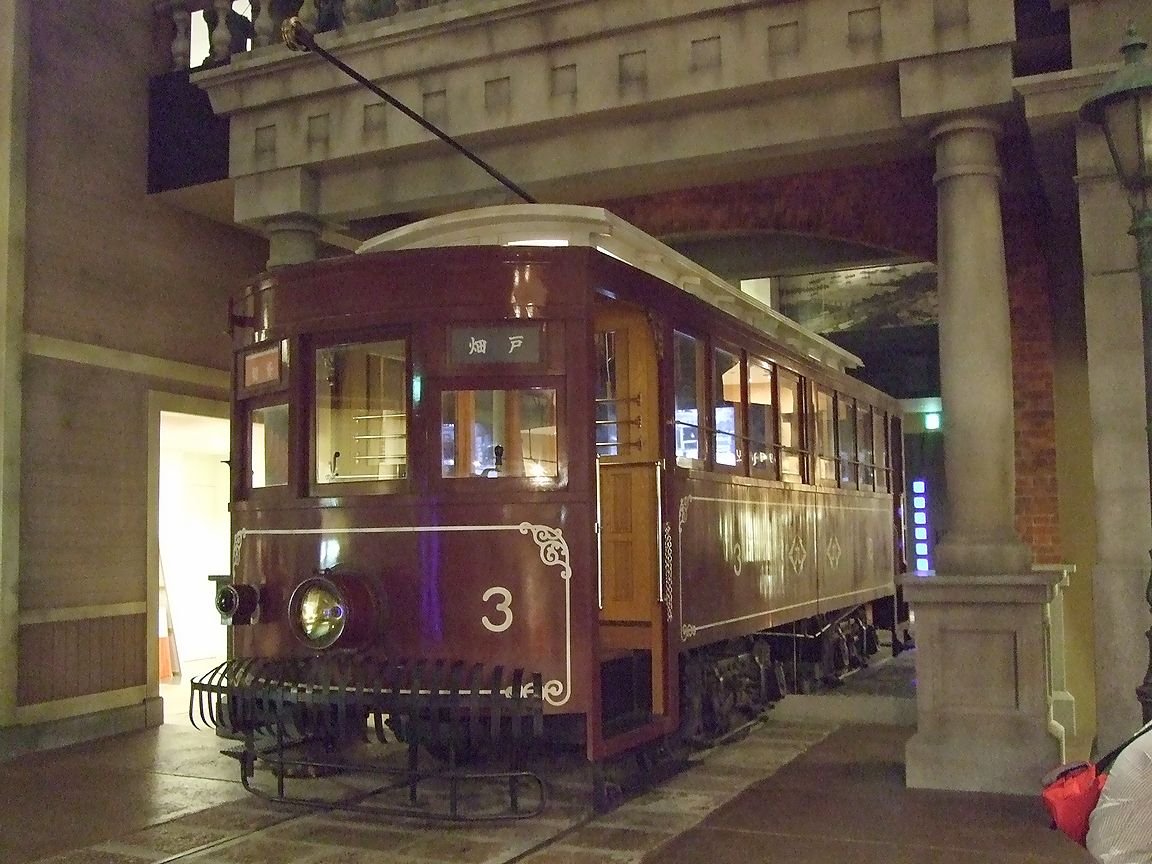
海峡ドラマシップに展示されている開業時の車両のレプリカ

九州電気軌道では会社設立直後より軌道建設工事を始めたが、軌道敷を確保するための県道拡幅工事が難航し、開業は予定より遅延した。最初の区間が開業したのは1911年6月5日で、その区間は東本町停留場（門司市）から大蔵停留場（遠賀郡八幡町、板櫃川東岸）までの18.1キロメートルである。次いで同年7月に大蔵から先へ黒崎駅前停留場（遠賀郡黒崎町）まで5.8キロメートル延伸し、8月には起点東本町停留場の移設で0.1キロメートル延伸して東本町から黒崎駅前までの24.0キロメートルの路線が開通した。
完成した路線は市内電車と都市間連絡鉄道の役割を兼ねることから、車両には相応の輸送力と高速性能が求められた。これらの条件を満たすべく最初の車両である1形は、定員66人の木造ボギー車で、最高速度は約55キロメートル毎時とされた。この車両は神戸の財界人である社長松方幸次郎の縁で、阪神電気鉄道の1形電車をモデルにしたと言われる。
電車の利用客は工業化の進展に伴い増加する労働者や都市住民が中心で、開業初年度から174万人の利用があった。並行して国鉄鹿児島本線があり、中長距離輸送は同線が担い、近距離輸送を九州電気軌道の電車が分担するという建前であったが、実際には九州電気軌道が開業すると鹿児島本線の利用は減少し、同線門司駅（現・門司港駅）の利用者数は5分の1になったという。

### 電気事業の買収
軌道開業前の1909年（明治42年）9月、軌道開業遅延の対策として九州電気軌道は定款を変更し電灯・電力供給事業を兼営することとなった。
この当時、沿線地域では小倉電灯（1900年9月開業）と大阪電灯門司支店（1902年3月開業）という2つの小規模電気事業者が存在していた。九州電気軌道では、門司・小倉両市の電気事業を将来有望と見込み、電気供給事業と電気軌道事業の兼営による設備の共用で経営の効率化も図れると判断、この2つの事業を買収すると決定したのである。そして1909年11月に大阪電灯門司支店を買収、12月に小倉電灯の事業も買収した。さらに翌1910年（明治43年）10月には八幡町の八幡電灯も合併している。
軌道開業直前の1911年5月、小倉市鋳物師町に新鋭火力発電所の小倉発電所（後の大門発電所）が完成した。出力は2,000キロワットで、入れ替わりで大阪電灯・小倉電灯・八幡電灯から引き継いだ小発電所3か所は廃止されている。その後大門発電所は、供給と軌道路線が拡大したことから早くも同年10月に増設工事が始められ、翌1912年（明治45年）6月に第1期工事が竣工して総出力が3,000キロワットに引き上げられた。
こうした積極的な事業拡大・設備投資には多額の資金が必要であった。資本金についてみると、会社設立時の100万円から八幡電灯の合併で105万円になり、さらに1910年11月には315万円への増資を決定した。増資による払込金徴収以外にも社債発行や大口の借り入れなどを実施しており企業規模の拡大につれて負債比率が上昇したが、それに見合う収入は確保できており経営的には安定していた。

### 事業の拡大
軌道線の拡大は1912年以降も続いており、まず同年7月、大門停留場（小倉市）で分岐して戸畑停留場（遠賀郡戸畑町）へ至る戸畑線5.5キロメートルが開業。次いで1914年（大正3年）4月に門司市内を延伸して東本町から門司停留場まで、同年6月には黒崎駅前から先へ折尾停留場（遠賀郡折尾町）まで、計5.4キロメートルが開業している。
電気事業では、1912年12月より九州帝国鉄道管理局小倉工場への電力供給を開始した。これが電力供給事業の端緒である。また軌道線の折尾延伸にあわせて電気の供給区域も西部の黒崎・折尾方面へと拡大した。
第一次世界大戦勃発による大戦景気は、重化学工業の発展により北九州工業地帯を国内で有数の工業地帯へと押し上げた。このことは同工業地帯を事業地域に持つ九州電気軌道にとって強い追い風となり、電灯供給は人口増加と電灯普及により1917年度に10万灯を突破し、電力供給はキロワット時ベースの年間供給電力量で比較すると1919年度の実績は1914年度の4倍以上となった。軌道事業も人口増加で成績が向上し、1918年度の年間輸送人員は1916年度に比べて倍近い約1,300万人に達した。こうした需要増加に対する電源増強は、同じ九州の九州水力電気が水力発電、九州電灯鉄道が火力・水力併用の方針を採ったのに対し、九州電気軌道は筑豊炭田を背景とする石炭火力発電に集中し、1914年以降大門発電所の大容量化に注力した。
経営面では、1914年3月に倍額増資を行って資本金を630万円とし、1917年（大正6年）9月には1,600万円に増資、さらに1921年（大正10年）6月には一挙に5,000万円へと増資した。収入は1910年代を通じて増加し、配当率は1914年度から年率12パーセントを維持している。

### 九水との対立

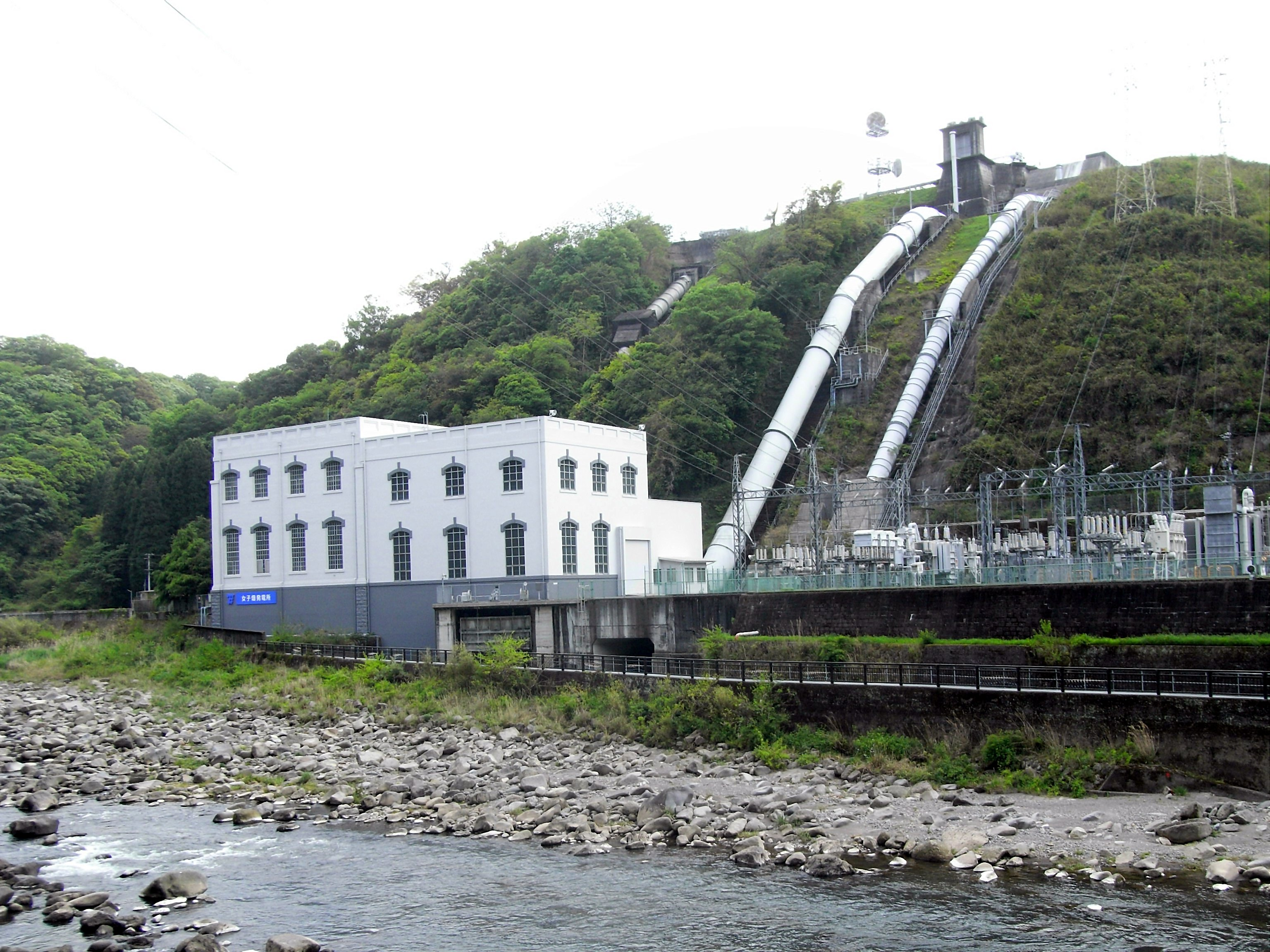
女子畑発電所

北九州工業地帯に電力を供給する事業者は、九州電気軌道以外にも九州水力電気（九水）という電力会社が存在した。同社は1911年4月に筑後川・山国川における電源開発を目的に設立。その発生電力の供給地は筑豊地方の炭鉱や北九州工業地帯の諸工場が目標とされ、福岡県では北九州一円と福岡市が同社の電力供給区域とされていた。したがって九州電気軌道とは門司・小倉両市と企救郡・遠賀郡の各一部にて電力供給区域が重複した（電灯供給区域は九州電気軌道のみの設定で重複せず）。
九州水力電気は1913年12月、大分県にて女子畑発電所（出力1万2,000キロワット）を完成させ、北九州への送電を開始した。翌1914年9月には八幡製鉄所への電力供給も開始している。1915年（大正4年）5月には若松市と戸畑町に供給していた若松電気から事業を買収して電灯供給を引き継いだ。こうして北九州へ進出した九州水力電気であるが、先発の事業者にあたる九州電気軌道とは当初協調関係を築いており、1914年下期に2,000キロワットの電力融通契約を締結、電力が不足する場合には相互に不足分を融通していた。また九州水力電気の供給先は八幡製鉄所を除いて九州電気軌道供給区域外（若松・戸畑）の諸工場に限られていた。
しかしこうした協調体制は1919年（大正8年）の電力融通契約終了に伴う清算をめぐる対立で亀裂が生じた。さらに1921年の九州水力電気の洪水被害復旧にからんで対立は先鋭化し、九州水力電気は従来の紳士協定を破棄すると宣言、九州電気軌道の供給先であった八幡所在の中央セメントへの供給権を奪取した。1924年（大正13年）になると需要家の争奪戦、いわゆる「電力戦」は激しくなり、九州電気軌道側が九州水力電気の地盤である若松・戸畑および筑豊地方での電力供給区域を取得、広範に重複する電力供給区域において相互に大口需要家（工場への供給権）を奪いあう事態になった。九州水力電気が奪取した供給先は中央セメントを含む9社計6万4,000キロワット、反対に九州電気軌道が奪取した供給先は4社計4,100キロワットであった。「電力戦」の結果、この地域一帯において電力料金が低下し、減収と重複設備投資によって両社ともに経営面で打撃を受けた。
1920年代の軌道事業では、新路線として枝光線が開業している。枝光線は創業時に軌道敷設特許を得ていたが長らく着工に至っていなかった線区で、1923年（大正12年）から1929年（昭和4年）にかけて中央区停留場（八幡市）から戸畑線に接続する幸町停留場（戸畑町）までの4.8キロメートルが開業した。

### 九水による買収

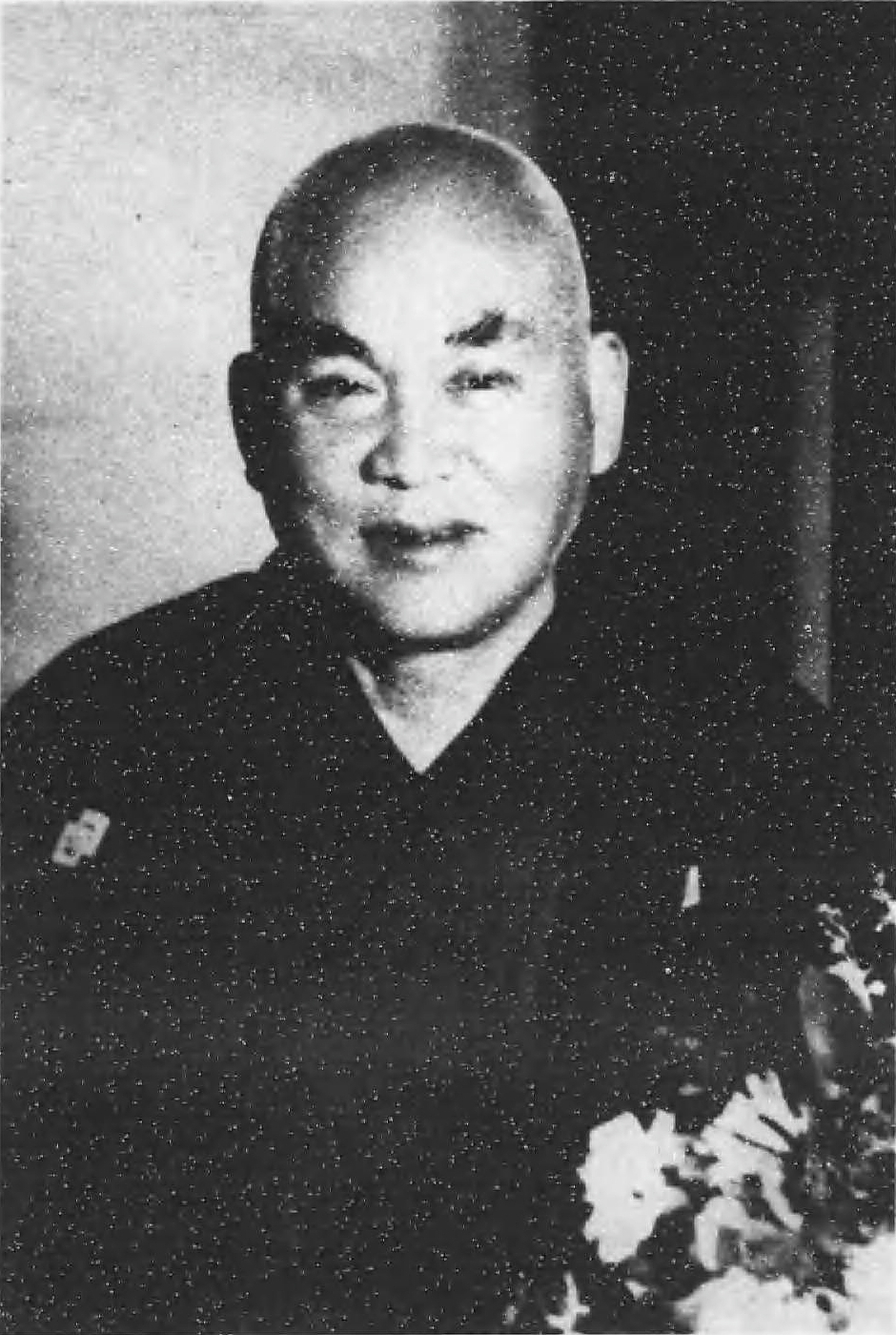
九州水力電気第5代社長麻生太吉

九州電気軌道と九州水力電気の「電力戦」は、1927年（昭和2年）に相互不可侵と電力融通を骨子とする協定を結びなおしたことで一旦落ち着き、1929年には株式の持ち合いによる提携強化も図られたが、結局は対立が続いていた。この間の1928年（昭和3年）10月、九州水力電気では筑豊有数の炭鉱経営者である麻生太吉が社長に就任する。麻生の社長就任後、同社は積極的な企業買収と事業の再編成を推進し、九州電気軌道に対しては経営権掌握に動き出した。
九州水力電気が経営権掌握に向けて動き出した当時、九州電気軌道の大株主は、1920年6月より専務取締役を務める松本枩蔵であった。松本は社長松方幸次郎の妹婿で、昭和金融恐慌の影響で経営する川崎造船所や十五銀行が破綻した松方に代わって1930年（昭和5年）6月に九州電気軌道の2代目社長に就いた。この流れの中で十五銀行が持っていた九州電気軌道の株式約10万株や松方個人の持ち株8万株余りが松本に移ったため、松本は九州電気軌道の株式35万株を抱えるに至った（当時の資本金は5,000万円、総株数は100万株）。九州水力電気は取締役大田黒重五郎を介して松本に接触、株式の売買を打診し、買収話を取りまとめた。そして1930年8月、九州水力電気は九州電気軌道の株式35万株すべてを子会社九州保全名義で譲り受けた。この対価として九州保全は松本に対し九州水力電気6分利付き社債2,500万円を交付している。
株式の移転後、九州電気軌道では1930年10月の株主総会で松本枩蔵が社長を辞任し、代わって大株主となった九州水力電気から取締役の大田黒重五郎が第3代社長に、専務の村上巧児が新専務として送り込まれた。かくして九州水力電気は九州電気軌道の経営権を掌握した。この後、両社の間では送電連系の強化と「電力戦」により生じた二重設備の整理が進められ、その結果両社の間での電力送受電量は急増、九州水力電気の水力発電と九州電気軌道の火力発電を連携した「水火併用」の運用が実現した。また1931年（昭和6年）11月には小倉市の埋立地にて建設中の小倉発電所が完成、新発電所による発電コストの低下が図られた。

### 不正手形事件発覚

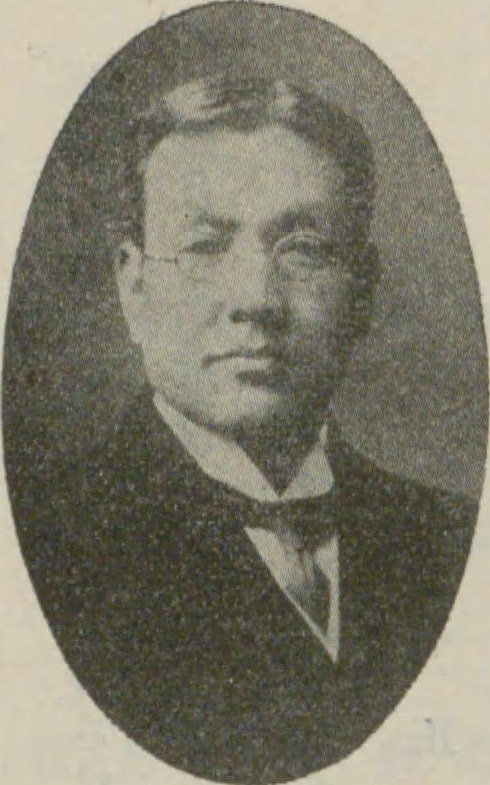
不正手形を濫発したとされる第2代社長松本枩蔵

九州電気軌道の経営を九州水力電気が掌握した直後、両社の経営を揺るがしかねない事件が発生した。九州電気軌道不正手形事件の発覚である。
事件発覚の端緒は前社長松本枩蔵の告白であった。松本は前述の通り1930年10月8日に社長を退任したが、その3日後の10月11日、福岡県知事の松本学を通じて九州水力電気社長の麻生太吉に対し、自身が行ってきた手形の不正発行について告白したのである。告白により松本が専務就任以来10年間にわたって社印・社長印を不当に持ち出し、不正に社名手形を振り出していた事態が明るみに出た。松本が不正手形で得た資金は、書画・骨董の収集、社交界での浪費、義兄松方幸次郎への支援などで私的に消費されたほか、株価を高値で維持し会社の資金調達を円滑にするための自社株購入にも充てられたとされる。この時点で不正手形発行高は2,250万円に達していた。
松本が九州水力電気への自社株売却に応じたのは、その売却益で償還期限の迫る不正手形をひそかに償還するためであった。しかし取得した九州水力電気の社債2,500万円は世界恐慌によって価格が暴落してしまい、その計画は破綻してしまった。こうして麻生に状況を告白するに至ったのであった。松本の告白に対して麻生は、不正の露見により経済界にさらなる混乱を招くのを防ぐべく大蔵大臣井上準之助の協力を取り付け、この件を内密に処理し事後社内外に公表するという対応策を決めた。
不正手形2,250万円は基本的には松本からの私財提供で償還できる金額であったが、その私財の大部分を占める九州電気軌道社債などの有価証券はすでに松本の個人債務約1,900万円の担保となっていたため、まずはこの個人債務を返済する必要があった。解決策として、九州電気軌道はまず政府の意向を受けた日本興業銀行から2,400万円の融資を受け松本の個人債務を返済し九州水力電気社債を収受する、次いで九州水力電気は同じく日本興業銀行から1,500万円の融資を受け前記社債を償還する、最後に九州電気軌道は九州水力電気から受け取った資金で不正手形を決済する、という手続きが採られた。
不正手形の処理は専務となったばかりの村上巧児が奔走し、翌1931年6月2日に全手形の回収が完了した。事件の顛末は6月11日付の重役会において初めて社内に公表され、25日の新聞報道および27日の株主総会において社外にも伝えられた。事件の責任をとって旧経営陣は辞職し、九州電気軌道の役員はすべて九州水力電気系の人物となった。

### 経営再建

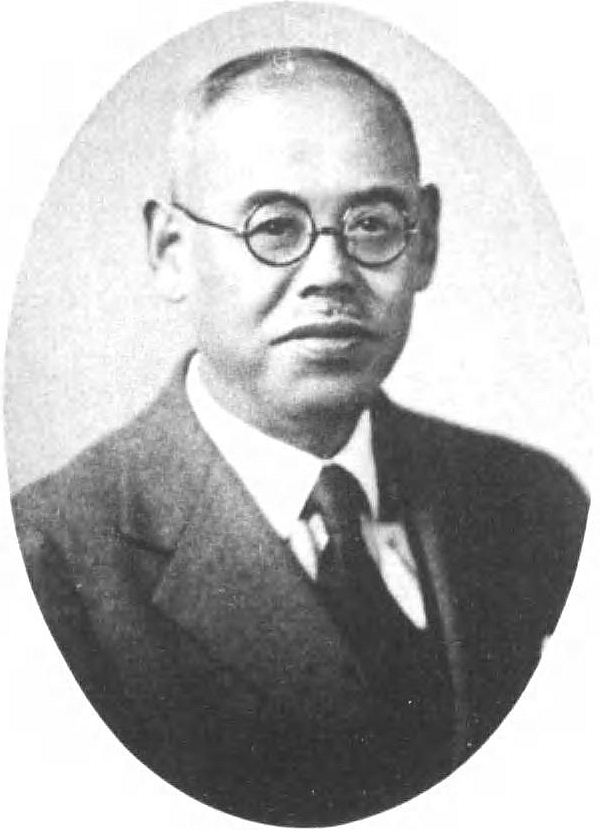
第4代社長村上巧児

九州電気軌道の業績は、不正手形事件発覚前の段階においては軌道・電気事業ともに好成績と見られていたが、実際のところは九州水力電気との「電力戦」に伴う料金値下げによる電力収入の停滞と設備投資による支出増によって財務体質が悪化しており、加えて不正手形事件発覚後には過去の業績の粉飾も明らかになった。大田黒の説明によれば、1924年から1931年上期まで毎期30万円ずつ架空の電力収入を計上し、電灯数についても8万灯ほど実態より過大に報告していたという。年率12パーセントの高配当を1914年より維持してきたのも、本来は負債への利払いに充当すべき資金を配当に回すという、いわゆるタコ配当によるものだとされた。こうして過去の業績が粉飾であることが発覚した九州電気軌道は、不正手形事件発覚後、一転して会社更生を期する立場となった。
経営再建にあたった経営陣は引続き社長大田黒重五郎、専務村上巧児という陣容である（大田黒は東京在住のため専務の村上が主に担った）。経営再建には不正手形の回収に伴う日本興業銀行からの借入金1,500万円と累積したその他の借入金の返済が急務であり、資本面では1932年（昭和7年）下期に計150万円の株式払込金を徴収の上で無配とした。社内では1年間に全職員の17パーセントにあたる330人を解雇するとともに、日常業務における経費を徹底的に節約させた。1933年（昭和8年）6月、日本興業銀行など4銀行の引き受けで年利6パーセントの低利社債を発行して日本興業銀行からの借入金を借り換えて不正手形事件に伴う借入金を完済し、その後も低利の社債を発行して支払利息の低減に努めている。また松本枩蔵から収受した書画・骨董の売却益が501万8千円にも及びこれも財務整理の一助となった。
財務整理の進展と折からの景気回復による業績向上により九州電気軌道は1935年（昭和10年）上期に復配（年率5パーセント）を達成した。同年6月、経営再建を機に大田黒は社長から退き、専務の村上巧児が昇格して第4代社長となった。
経営再建中の1932年9月、九州電気軌道は沿線で土地事業を営んでいた子会社の九州土地株式会社（資本金600万円、1919年設立）を経営再建の一環として合併した。合併に伴い資本金は5,000万円から5,600万円へ増加している。この九州土地から引き継いだ土地事業と、自社で実施中であった埋立事業（小倉市鋳物師町・平松町地先の海岸を埋立て）を分離し、九州電気軌道は同年10月に資本金500万円で新たに九州土地興業株式会社を設立した。九州土地興業に引き継がれた埋立地は約46万坪に及び、小倉発電所の用地以外は重化学工業向けの工業用地として順次売却され、1933年上期には約987万円の売上げを計上、生じた利益は不正手形事件発覚に伴う中止事業（福岡急行電車計画）の建設費償却などに充てられ、経営再建の一助とされた。

### 電気事業からの撤退
復配を達成した1935年上期に総収入が初めて500万円を超えて以降も、軌道事業・電気事業ともに増加傾向を維持しており、1938年下期には総収入が856万円となって1930年代前半の2倍近い水準に達した。この時期、総収入に占める割合は電気事業収入が7割、軌道事業が2割前後と電気事業が過半を占め、さらにその電気事業収入は電力料収入が3分の2近くを占めていた。
日中戦争開戦の翌1938年（昭和13年）3月、電力国家管理の方針を規定した「電力管理法」とその関連法が成立した。これにより電気事業者は主要な電力設備を新設の国策会社日本発送電へと現物出資することとなり、九州電気軌道でも大門・小倉両発電所と大門・日明両変電所、送電線10路線を日本発送電設立の際に同社へと出資するよう逓信省から命令された。出資資産の評価額は2,007万4,406円で、日本発送電株式の割り当ては額面50円全額払込済株式35万2,622株（出資者33事業者中第8位）。日本発送電は1939年（昭和14年）4月1日に発足し、以後九州電気軌道は必要な電力を自社で発電するのではなく同社から購入する体制となった。
日本発送電への出資に続いて1939年8月、電気事業への介入を強める逓信省より、残された配電事業を九州水力電気へと譲渡するよう示達を受けた。九州電気軌道の主要事業が九州水力電気へと転移するという大がかりな再編ではあるが、会社間の交渉は円滑に進み、同年10月に協定が成立した。この協定によると、九州電気軌道の資産（1939年5月末時点で7,122万円）を2等分し、軌道設備や関係会社への投資を含む一半を九州電気軌道に残し、配電事業設備を含むもう一半を九州水力電気が引き取る、さらに負債も折半し両社で引き受ける、という形で事業の譲渡が行われることとなった。
九州水力電気への配電事業譲渡は1940年（昭和15年）1月31日付で実施され、九州電気軌道は収入の7割以上を占めた電気事業をすべて失った。九州水力電気からは譲渡代金の一部として九州電気軌道の株式52万株が提供されたことから、これを減資に充当し、同年2月1日付で資本金を5,600万円から3,000万円（払込資本金は4,400万円から2,400万円へ）としている。また減資を機に九州水力電気の傘下を離れて資本的に独立した企業となった。
九州電気軌道の配電事業を統合した九州水力電気はその後、1942年（昭和17年）4月になって配電統制令に基づき九州地方の配電をつかさどる九州配電（九州電力の前身）へと統合された。

### 西日本鉄道への発展

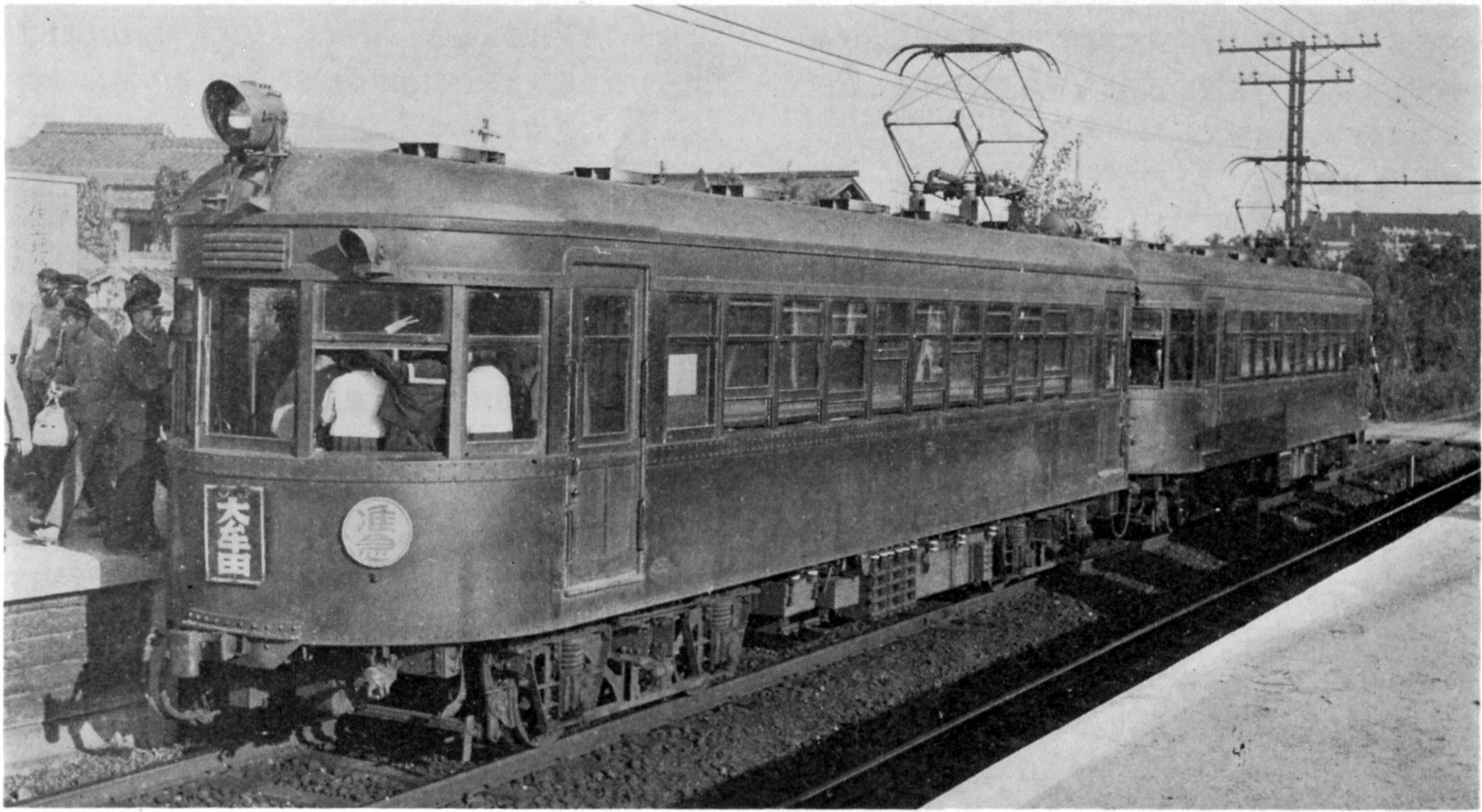
九州鉄道の電車（1940年）

電気事業における国家統制強化を目指した電力管理法の出現と同時期、交通事業の分野でも国が交通事業の調整を図るという「陸上交通事業調整法」が成立し、1938年4月に公布された。同法では福岡都市圏を含む5つの都市圏が国主導による交通調整の対象地域と規定されていた。このような背景の中、電気事業を失った九州電気軌道は福岡県内や周辺地域での交通事業統合に意欲を示し、また鉄道省側も福岡県内における事業統合の主体に九州電気軌道を想定していた。
九州電気軌道は福岡県内での事業統合に先立ち大分県の交通事業を傘下に収めていた。まず1938年に大分県の耶馬渓鉄道の経営権を掌握、次いで1940年に九州水力電気から大分県の別府大分電鉄から株式を譲り受けて傘下に収めた（両社ともに大分交通の前身）。福岡県内における事業統合の第一歩は九州鉄道（現西鉄天神大牟田線を運営）と福博電車（後の西鉄福岡市内線＝1979年全廃を運営）の2社の買収で、1940年12月、親会社の東邦電力から両社の株式を取得した。
周辺事業者の経営権取得が進む中の1941年8月27日、九州電気軌道は鉄道省から福岡・大分両県にまたがる事業統合を至急実施するよう勧告された。統合対象は経営権を掌握している福博電車・耶馬渓鉄道・別府大分電鉄と、福岡県内の博多湾鉄道汽船（現JR香椎線・西鉄貝塚線を運営）および筑前参宮鉄道（後の国鉄勝田線＝1985年廃止を運営）の5社である。この合併が実施されることはなかったが、九州電気軌道を中心とする交通事業統合は国の了承を得たものとなったといえる。この5社合併とは別に、同日、九州電気軌道は小倉市内で電車・バス事業を運営する小倉電気軌道を合併するよう鉄道省より非公式に慫慂された。この合併は直ちに実行され、翌1942年（昭和17年）2月1日付で両社の合併が成立している。合併によって九州電気軌道は45万円増加して3,045万円となった。さらに1941年11月、合併勧告の対象の一つであった博多湾鉄道汽船の株式を取得した。事業統合の趣旨に賛同した同社経営者の太田清蔵が九州電気軌道へ持ち株を譲渡したためである。
福岡県内における九州電気軌道を中心とする事業統合は、その後の太平洋戦争開戦という戦時体制下で実現が急がれ、陸上交通事業調整法を背景とした鉄道省の慫慂に従って、1942年5月9日、九州電気軌道・九州鉄道・福博電車・博多湾鉄道汽船・筑前参宮鉄道の5社間での合併契約締結へと進んだ。統合にあたっては当初各社解散の上新会社を設立する計画であったが、手続き簡略化のため九州電気軌道を存続会社として他の4社と1対1の合併比率で合併することとした。ただし九州電気軌道の財務状況は5社中最低であったため、合併比率に対する株主の理解を求めるべく九州電気軌道は保有する九州鉄道株式8万8,500株および福博電車株式2万780株に対する新会社株式の割当を辞退し、さらに自社株式3,520株を買い入れることで合併に際して総額564万円を減資する措置をとった。これにより新会社の資本金は5,000万円とされた。
5社合併については1942年5月30日に各社の臨時株主総会にて合併が承認され、さらに8月24日に当局の合併認可も取得した。そして合併契約上の合併期日である1942年9月1日付で合併が成立、九州電気軌道が社名を変更して「西日本鉄道株式会社」（西鉄）が発足した。その後9月19日に合併登記を完了、次いで22日に商号変更と小倉市から福岡市への本店移転についての登記も完了した（西鉄では22日を創立記念日としている）。こうして九州電気軌道は九州北部に200キロメートルを超す鉄軌道路線網を擁する一大鉄道事業者となった。

### 業績推移表
会社設立（1909年上期）から西鉄成立直前の1942年上期までの期別業績の推移は以下の通り。決算期は毎年5月（上期）・11月（下期）の2回である。
| 年度   | 払込資本金 | 収入   | 支出  | 利益金 | 配当率  | 出典          |
| ------ | ---------- | ------ | ----- | ------ | ------- | ------------- |
| 1909上 | 250        | 3      | 0     | 3      | -       | [ 11 ]        |
| 1909下 | 250        | 8      | 3     | 4      | 1株35銭 | [ 11 ]        |
| 1910上 | 754        | 60     | 26    | 34     | 1株73銭 | [ 11 ]        |
| 1910下 | 1,575      | 64     | 26    | 37     | 5.0%    | [ 11 ]        |
| 1911上 | 1,591      | 71     | 37    | 33     | 5.0%    | [ 11 ]        |
| 1911下 | 1,890      | 193    | 117   | 75     | 7.0%    | [ 11 ]        |
| 1912上 | 1,890      | 245    | 135   | 109    | 8.5%    | [ 11 ]        |
| 1912下 | 2,294      | 299    | 176   | 122    | 10.0%   | [ 11 ]        |
| 1913上 | 2,310      | 351    | 194   | 157    | 11.0%   | [ 11 ]        |
| 1913下 | 2,730      | 390    | 209   | 180    | 11.5%   | [ 11 ]        |
| 1914上 | 3,150      | 420    | 215   | 205    | 12.0%   | [ 14 ]        |
| 1914下 | 3,937      | 493    | 261   | 232    | 12.0%   | [ 14 ]        |
| 1915上 | 3,937      | 573    | 299   | 273    | 12.0%   | [ 14 ]        |
| 1915下 | 3,937      | 600    | 323   | 277    | 12.0%   | [ 14 ]        |
| 1916上 | 4,410      | 711    | 399   | 312    | 12.0%   | [ 14 ]        |
| 1916下 | 4,410      | 852    | 496   | 355    | 12.0%   | [ 14 ]        |
| 1917上 | 5,670      | 1,158  | 723   | 435    | 12.0%   | [ 14 ]        |
| 1917下 | 6,300      | 1,305  | 803   | 501    | 12.0%   | [ 14 ]        |
| 1918上 | 8,725      | 1,357  | 825   | 532    | 12.0%   | [ 14 ]        |
| 1918下 | 8,725      | 1,526  | 915   | 610    | 12.0%   | [ 14 ]        |
| 1919上 | 10,180     | 2,017  | 1,351 | 665    | 12.0%   | [ 14 ]        |
| 1919下 | 11,150     | 2,153  | 1,404 | 748    | 12.0%   | [ 14 ]        |
| 1920上 | 11,150     | 2,331  | 1,497 | 833    | 12.0%   | [ 14 ]        |
| 1920下 | 13,575     | 2,486  | 1,546 | 939    | 12.0%   | [ 14 ]        |
| 1921上 | 13,575     | 2,641  | 1,689 | 952    | 12.0%   | [ 14 ]        |
| 1921下 | 24,500     | 2,677  | 1,479 | 1,197  | 12.0%   | [ 14 ]        |
| 1922上 | 24,500     | 2,810  | 1,135 | 1,674  | 12.0%   | [ 14 ]        |
| 1922下 | 24,500     | 2,946  | 1,265 | 1,681  | 12.0%   | [ 14 ]        |
| 1923上 | 24,500     | 3,172  | 1,447 | 1,724  | 12.0%   | [ 14 ]        |
| 1923下 | 24,500     | 3,204  | 1,464 | 1,740  | 12.0%   | [ 14 ]        |
| 1924上 | 24,500     | 3,186  | 1,418 | 1,767  | 12.0%   | [ 14 ]        |
| 1924下 | 24,500     | 3,207  | 1,431 | 1,776  | 12.0%   | [ 14 ]        |
| 1925上 | 24,500     | 3,220  | 1,441 | 1,778  | 12.0%   | [ 14 ]        |
| 1925下 | 24,500     | 3,205  | 1,424 | 1,781  | 12.0%   | [ 14 ]        |
| 1926上 | 29,600     | 3,505  | 1,471 | 2,033  | 12.0%   | [ 14 ]        |
| 1926下 | 29,600     | 3,761  | 1,704 | 2,056  | 12.0%   | [ 14 ]        |
| 1927上 | 29,600     | 3,794  | 1,708 | 2,086  | 12.0%   | [ 30 ]        |
| 1927下 | 29,600     | 3,916  | 1,787 | 2,129  | 12.0%   | [ 30 ]        |
| 1928上 | 29,600     | 4,058  | 1,960 | 2,097  | 12.0%   | [ 30 ]        |
| 1928下 | 29,600     | 4,179  | 2,026 | 2,152  | 12.0%   | [ 30 ]        |
| 1929上 | 33,000     | 4,286  | 2,011 | 2,275  | 12.0%   | [ 30 ]        |
| 1929下 | 36,400     | 4,541  | 2,036 | 2,505  | 12.0%   | [ 30 ]        |
| 1930上 | 36,400     | 4,627  | 2,087 | 2,539  | 12.0%   | [ 30 ]        |
| 1930下 | 36,400     | 4,532  | 2,043 | 2,489  | 12.0%   | [ 30 ]        |
| 1931上 | 36,400     | 4,175  | 2,033 | 2,141  | 10.0%   | [ 30 ]        |
| 1931下 | 36,400     | 4,459  | 2,788 | 1,670  | 8.0%    | [ 30 ]        |
| 1932上 | 36,400     | 4,707  | 3,480 | 1,227  | 6.0%    | [ 30 ]        |
| 1932下 | 37,900     | 4,533  | 4,533 | 0      | -       | [ 30 ]        |
| 1933上 | 37,900     | 4,775  | 4,555 | 220    | -       | [ 30 ]        |
| 1933下 | 37,900     | 4,019  | 3,806 | 212    | -       | [ 30 ]        |
| 1934上 | 37,900     | 4,525  | 4,314 | 211    | -       | [ 30 ]        |
| 1934下 | 37,900     | 4,780  | 4,568 | 211    | -       | [ 30 ]        |
| 1935上 | 37,900     | 5,178  | 4,066 | 1,112  | 5.0%    | [ 30 ]        |
| 1935下 | 39,095     | 5,432  | 4,328 | 1,103  | 5.0%    | [ 30 ]        |
| 1936上 | 39,100     | 5,898  | 4,432 | 1,466  | 5.0%    | [ 30 ]        |
| 1936下 | 40,000     | 5,631  | 4,187 | 1,444  | 6.0%    | [ 30 ]        |
| 1937上 | 40,000     | 6,272  | 4,761 | 1,511  | 6.0%    | [ 30 ]        |
| 1937下 | 40,000     | 6,464  | 4,891 | 1,572  | 6.0%    | [ 30 ]        |
| 1938上 | 44,000     | 7,578  | 6,042 | 1,535  | 6.0%    | [ 30 ]        |
| 1938下 | 44,000     | 8,560  | 6,855 | 1,705  | 6.0%    | [ 30 ]        |
| 1939上 | 44,000     | 10,058 | 8,323 | 1,735  | 7.0%    | [ 31 ] [ 40 ] |
| 1939下 | 44,000     | 9,967  | 8,245 | 1,722  | 7.0%    | [ 31 ] [ 40 ] |
| 1940上 | 24,000     | 3,918  | 3,125 | 793    | 7.0%    | [ 31 ] [ 40 ] |
| 1940下 | 24,000     | 3,316  | 2,408 | 908    | 7.0%    | [ 31 ] [ 40 ] |
| 1941上 | 29,995     | 3,565  | 2,644 | 921    | 7.0%    | [ 31 ] [ 40 ] |
| 1941下 | 30,000     | 3,785  | 2,700 | 1,085  | 7.0%    | [ 31 ] [ 40 ] |
| 1942上 | 30,450     | 5,019  | 3,861 | 1,158  | 7.0%    | [ 31 ] [ 40 ] |

## 軌道事業の推移
以下、沿革のうち軌道事業について詳述する。

### 路線
九州電気軌道の軌道線は、現在の福岡県北九州市域のうち、かつての門司市（旧大里町を含む）・小倉市（旧足立村・板櫃村を含む）・戸畑市（旧戸畑町）・八幡市（旧八幡町・黒崎町）および遠賀郡折尾町に相当する地域に敷設されていた。路線は3路線からなり、門司停留場（門司市）から折尾停留場（折尾町）に至る「本線」、大門停留場（小倉市）で本線から分かれて戸畑停留場（戸畑市）へ至る「戸畑線」、本線中央区停留場（八幡市）と戸畑線幸町停留場（戸畑市）を結ぶ「枝光線」が存在した。
3路線全線開業後、1931年（昭和6年）発行の沿線案内図に見える各線の停留場を以下に記す。
本線（29.4キロメートル）
門司 - 東本町 - 鎮西橋 - 桟橋通 - 広石 - 白木崎 - 葛葉 - 片上 - 小森江 - 大里東口 - 大里 - 不老園前 - 原町 - 新町 - 延命寺 - 富野 - 砂津 - 大坂町 - 魚町 - 室町 - 大門 - 金田 - 到津 - グラウンド前 - 昭和町 - 荒生田 - 大蔵 - 上本町 - 中央区 - 春ノ町 - 中町 - 緑町 - 西前田 - 陣山 - 黒崎 - 黒崎駅前 - 皇后崎 - 陣ノ原 - 折尾東口 - 折尾
戸畑線（5.5キロメートル）
大門 - 日明 - 中井口 - 中原 - 三六 - 幸町 - 泥田 - 戸畑
枝光線（4.8キロメートル）
幸町 - 郡道筋 - 天籟寺川 - 牧山 - 堂山 - 枝光駅前 - 北本町 - 山王筋 - 中央区
上記3路線以外に、九州電気軌道は一時「田ノ浦線」と「北方線」を運転していた。「田ノ浦線」は東本町停留場から門司市内の田ノ浦停留場へ至る2.6キロメートルの路線で、1923年（大正12年）12月に開業。厳密には東本町から途中の門司市日ノ出町九丁目までが自社の特許線、その先が門司築港という会社の特許線と区別されていたが、九州電気軌道は自社区間を門司築港に無償貸与して全線を門司築港側による経営としていた。営業成績が振るわないため1932年（昭和7年）12月より営業管理受託という形で九州電気軌道は門司築港より田ノ浦線を引き継ぎ、運賃の一体化や本線との直通運転などの振興策を打ち出すが、業績が好転することはなく1936年（昭和11年）1月に廃止・バス転換された。一方「北方線」は小倉電気軌道の合併により継承した路線で、小倉市内の魚町停留場から北方停留場までの4.6キロメートルを結んだ。この北方線のみ他線と軌間が異なっており（北方線は軌間1,067ミリメートル、他線は1,435ミリメートル）、他線との直通運転をしない孤立した路線であった。

#### 路線に関する年表
路線の改廃に関する年表を以下に記す。
- 1907年5月1日 :
  - 門司電気鉄道発起人、門司市日ノ出町九丁目 - 小倉市西魚町間の軌道敷設特許[5]。
  - 八幡電気鉄道発起人、小倉市室町（小倉駅前） - 遠賀郡黒崎町藤田（黒崎駅前）間および小倉市大門町 - 遠賀郡八幡町尾倉間の軌道敷設特許[5]。
- 1911年5月19日 : 九州電気軌道（以下同様）、門司市東本町三丁目 - 日ノ出町間の軌道敷設特許[5]。
- 1911年6月5日 : 東本町停留場 - 大蔵停留場間（18.1キロメートル）運輸営業開始[5]。
- 1911年6月20日 : 遠賀郡戸畑町戸畑 - 同町鳥旗（戸畑渡場前）間の軌道敷設特許[5]。
- 1911年7月15日 : 大蔵停留場 - 黒崎駅前停留場間（5.8キロメートル）運輸営業開始[5]。
- 1911年8月21日 : 門司市東本町地内（0.1キロメートル）運輸営業開始[5]。
- 1912年7月1日 : 戸畑線大門停留場 - 戸畑停留場間（5.5キロメートル）運輸営業開始[5]。
- 1913年3月3日 : 遠賀郡黒崎町 - 同郡折尾村折尾（折尾駅前）間の軌道敷設特許[5]。
- 1913年5月6日 : 門司市東本町三丁目 - 同六丁目間の軌道敷設特許[5]。
- 1914年4月2日 : 門司停留場 - 東本町停留場間（0.2キロメートル）の運輸営業開始[5]。
- 1914年6月25日 : 黒崎駅前停留場 - 折尾停留場間（5.2キロメートル）の運輸営業開始[5]。本線全線開業。
- 1923年11月13日 : 枝光線中央区停留場 - 枝光駅前間（1.9キロメートル）の運輸営業開始[45]。
- 1923年12月20日 : 田ノ浦線東本町停留場 - 日ノ出町九丁目停留場間（0.9キロメートル）の運輸営業開始、経営を門司築港へ委託[45]。
- 1928年6月1日 : 枝光線枝光駅前停留場 - 牧山停留場間（0.9キロメートル）の運輸営業開始[45]。
- 1929年5月31日 : 枝光線牧山停留場 - 天籟寺川停留場間（0.8キロメートル）の運輸営業開始[45]。
- 1929年11月26日 : 枝光線天籟寺川停留場 - 幸町停留場間（1.2キロメートル）の運輸営業開始、枝光線全線開業[45]。
- 1932年12月21日 : 門司築港より田ノ浦線全線（東本町 - 田ノ浦間2.6キロメートル）の営業管理を受託[19]。
- 1936年1月11日 : 田ノ浦線全線廃止[19]。
- 1942年2月1日 : 小倉電気軌道の合併より北方線を継承[43]。

### 輸送の推移
1911年に最初の路線が開通した際、その乗客は沿線の工業化に伴い増加する労働者や都市住民といった層が中心であった。運賃は1区3銭の区間制で、定期乗車券の販売も当初から行われた。開業初年度の輸送人員は174万人であったが、路線の延長、特に折尾延伸が長距離客の需要を喚起したことで、1914年度には年間600万人まで伸長した。さらに第一次世界大戦中の大戦景気により沿線工場が増加し人口も伸びると輸送人員は著しく拡大し、1919年度には年間輸送人員が1,500万人を超えるまでになった。
1920年代も引き続き輸送人員は増加傾向にあり、その伸び率は沿線人口の増加を上回る水準であった。特に増加したのが沿線市街地の連続化によって需要が喚起された短距離利用客で、この方面の需要を取り込むために停留場の増設などを行っている。年間輸送人員は1923年度に2,000万人に達し、1929年度に3,000万人を超えた。しかし一方で1920年代末からは路線バスの進出により1区間程度のごく短距離の利用客はバスとの競合状態となった。
1930年代に入り輸送人員は1931年上期を底に一時落ち込むがすぐに回復し、1935年度に年間4,000万人を突破した。ただし運賃収入は1932年上期に値下げした影響で一時減少している。この間の1933年3月の交通調査によると、軌道線の利用は八幡市内の利用が最多で、次に門司市内、小倉市内と続き、総じて市内での利用および隣接都市間の利用といった短距離利用が多かった。また停留場別では八幡製鉄所の最寄りである中央区停留場と緑町停留場（いずれも八幡市）の利用が最も多く、1日2万人以上の乗降があった。
1930年代後半になると、軍需産業の興隆による沿線人口増加と、燃料不足で運行本数が減少した路線バスからの乗客移転が重なり、軌道線の混雑は激化していった。年間輸送人員の数字で見ると、その増加は1938年度に6,000万人を超え、1939年度には8,000万人超、1940年度には9,000万人超となり、1941年度には1億人に迫るというハイペースであった。戦時下の資材不足の中で可能な限り車両の増備に努める一方、混雑対策として1940年（昭和15年）12月より朝夕ラッシュ時に一部停留場を通過する急行運転を開始し、他にも短距離客に不利なように運賃制度を変更して短距離利用の抑止を図った。こうのように輸送力確保に苦闘する状態で九州電気軌道の路線は1942年9月に西鉄へと引き継がれ、西鉄北九州線となった。

#### 輸送実績推移表
1911年から1942年上期までの軌道事業輸送実績の推移は以下の通り。決算期は毎年5月（上期）・11月（下期）の2回で、乗車人員・運賃収入ともに各期中のものである。
| 年度   | 乗車人員 （単位：千人） | 軌道事業収入 （単位：千円） | 出典   |
| ------ | ----------------------- | --------------------------- | ------ |
| 1911下 | 1,745                   | 107                         | [ 7 ]  |
| 1912上 | 1,998                   | 113                         | [ 7 ]  |
| 1912下 | 2,475                   | 150                         | [ 7 ]  |
| 1913上 | 2,624                   | 163                         | [ 7 ]  |
| 1913下 | 2.821                   | 172                         | [ 7 ]  |
| 1914上 | 2,882                   | 173                         | [ 7 ]  |
| 1914下 | 3,135                   | 202                         | [ 7 ]  |
| 1915上 | 3,069                   | 204                         | [ 7 ]  |
| 1915下 | 3,103                   | 198                         | [ 7 ]  |
| 1916上 | 3,477                   | 225                         | [ 7 ]  |
| 1916下 | 3,663                   | 244                         | [ 7 ]  |
| 1917上 | 4,338                   | 288                         | [ 7 ]  |
| 1917下 | 4,783                   | 335                         | [ 7 ]  |
| 1918上 | 5,940                   | 393                         | [ 7 ]  |
| 1918下 | 7,132                   | 478                         | [ 7 ]  |
| 1919上 | 7,471                   | 613                         | [ 7 ]  |
| 1919下 | 8,380                   | 673                         | [ 7 ]  |
| 1920上 | 9,483                   |                             | [ 49 ] |
| 1920下 | 9,401                   |                             | [ 49 ] |
| 1921上 | 9,259                   | 891                         | [ 46 ] |
| 1921下 | 9,482                   | 892                         | [ 46 ] |
| 1922上 | 9,480                   | 897                         | [ 46 ] |
| 1922下 | 9,876                   | 901                         | [ 46 ] |
| 1923上 | 9,837                   | 910                         | [ 46 ] |
| 1923下 | 10,163                  | 908                         | [ 46 ] |
| 1924上 | 10,995                  | 983                         | [ 46 ] |
| 1924下 | 11,512                  | 1,009                       | [ 46 ] |
| 1925上 | 11,313                  | 991                         | [ 46 ] |
| 1925下 | 11,939                  | 1,011                       | [ 46 ] |
| 1926上 | 11,534                  | 964                         | [ 46 ] |
| 1926下 | 12,510                  | 1,039                       | [ 46 ] |
| 1927上 | 12,083                  | 997                         | [ 46 ] |
| 1927下 | 13,260                  | 1,079                       | [ 46 ] |
| 1928上 | 13,324                  | 1,075                       | [ 46 ] |
| 1928下 | 14,467                  | 1,154                       | [ 46 ] |
| 1929上 | 14,611                  | 1,162                       | [ 46 ] |
| 1929下 | 15,441                  | 1,230                       | [ 46 ] |
| 1930上 | 14,949                  | 1,212                       | [ 46 ] |
| 1930下 | 14,950                  | 1,196                       | [ 46 ] |
| 1931上 | 12,921                  | 1,050                       | [ 46 ] |
| 1931下 | 16,061                  | 1,005                       | [ 46 ] |
| 1932上 | 15,091                  | 866                         | [ 46 ] |
| 1932下 | 15,393                  | 859                         | [ 46 ] |
| 1933上 | 15,429                  | 853                         | [ 46 ] |
| 1933下 | 17,299                  | 921                         | [ 46 ] |
| 1934上 | 17,415                  | 925                         | [ 46 ] |
| 1934下 | 19,618                  | 1,012                       | [ 46 ] |
| 1935上 | 19,633                  | 1,024                       | [ 46 ] |
| 1935下 | 21,063                  | 1,085                       | [ 46 ] |
| 1936上 | 20,084                  | 1,049                       | [ 46 ] |
| 1936下 | 21,911                  | 1,135                       | [ 46 ] |
| 1937上 | 22,573                  | 1,176                       | [ 46 ] |
| 1937下 | 25,744                  | 1,345                       | [ 46 ] |
| 1938上 | 27,013                  | 1,417                       | [ 31 ] |
| 1938下 | 36,114                  | 1,854                       | [ 31 ] |
| 1939上 | 40,409                  | 2,117                       | [ 31 ] |
| 1939下 | 44,253                  | 2,275                       | [ 31 ] |
| 1940上 | 45,539                  | 2,486                       | [ 31 ] |
| 1940下 | 47,961                  | 2,674                       | [ 31 ] |
| 1941上 | 48,978                  | 2,801                       | [ 31 ] |
| 1941下 | 50,975                  | 2,928                       | [ 31 ] |
| 1942上 | 48,258                  | 3,395                       | [ 31 ] |

### 車両

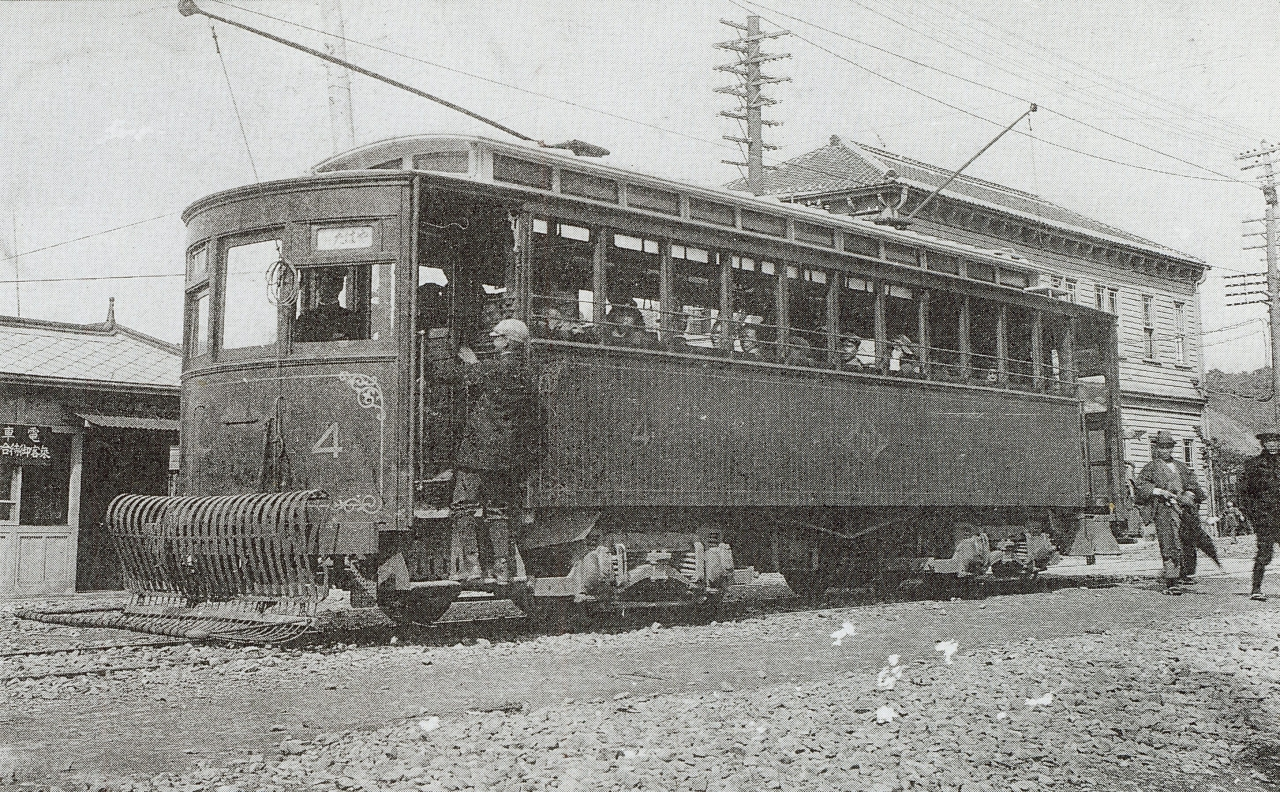
開業当初の1形電車

九州電気軌道が保有した軌道線用車両は以下の通り。
1形 (1 - 34)
1911年6月の軌道線開業に際し用意された木造のボギー車で、初め24両 (1 - 24) が導入された。翌1912年に10両 (25 - 34) が増備されている。定員66人。
1934年以後、若い番号の車両の中から9両が車体を鋼体化され201形となる。残った25両は番号が10 - 34に整理された。
35形 (35 - 65)
1914年より導入された1形のモデルチェンジ車。1形より若干車体が延長され定員は70人。1914年に6両 (35 - 40)、1918年に5両 (41 - 45)、1919年に5両 (45 - 50)、1921年に15両 (51 - 65) と増備が重ねられた。
66形 (66 - 85)
最初の鋼製車。枝光線全通に伴う増備車両として1929年から1930年にわたって20両が導入された。定員70人。
101形（初代、101 - 107）
旧小倉電気軌道引継ぎ車を除けば唯一の二軸車かつ中古車両。枝光線部分開通の翌1924年、同線の専用車として神戸市より譲り受けた。1935年、7両のうち5両は熊本市に譲渡され、残りは廃車された。
101形（2代目、101 - 117）
1935年から1936年にかけて導入された鋼製車。デザインは先の66形を踏襲する。。
118形（118 - 137）
1938年から1939年にかけて導入された鋼製車。これまでの車両は車両の両端にドアを寄せていたが118形ではドアを前寄りと車両中央部に配置した。先頭部は傾斜をつけた流線形とされた。
138形（138 - 157）
1940年から1941年にかけて導入された鋼製車。118形に引き続き先頭部は流線形とされたが、ドア配置は従来の両端寄りに戻った。
201形 (201 - 212)
老朽化した木造車の車体を鋼製車体に振り替えた車両。余剰の散水車3両も同様に改造されている。まず1形2両と散水車の改造で1934年に6両 (201 - 206) が登場、以後1形からの改造で1935年に3両 (207 - 209)、1937年にも3両 (210 - 212) が追加されている。新造車体のデザインは66形に準ずる。
300形 (301 - 317)
1942年2月合併の小倉電気軌道より継承した木造二軸車。合併に際し番号に300を加え301 - 317に整理している。旧小倉電気軌道線の北方線で引き続き使用。

### 福岡急行電車計画
九州電気軌道の軌道線は北九州地域内のみに留まったが、1930年代初頭まで福岡市への延伸を目指して準備を進めていた。これが「福岡急行電車」の計画である。
福岡急行電車計画の発端は、1914年までに計画していた軌道線の大部分を建設し終えた九州電気軌道が、福岡県内一円での事業拡大を目指して軌道敷設特許を出願したことにある。出願区間は南は大牟田市までと広大で、すべて許可されたわけではなかったが、1918年（大正7年）に出願した、折尾から赤間・福間を経て福岡市へ至る延長線の軌道敷設は翌1919年（大正8年）12月18日付で特許された。その経路は既設線の終点折尾から鹿児島本線にほぼ並行して博多駅の駅前広場脇にあたる福岡市上辻堂町（1922年に駅前交差点に面する馬場新町に変更）へと至るというもので、全線複線・新設軌道、既設線と同じ600ボルト電化、車両も既設線と同型、という規格が予定された。
1920年代に入ると、阪急神戸線や同じ福岡県の九州鉄道といった高速都市間電車の出現に触発され、九州電気軌道は福岡までの高速都市間電車の敷設を志向するようになる。その第一歩として1924年（大正13年）6月に、既設線の輸送力逼迫と門司・福岡間の高速電車運転を理由に門司市門司から遠賀郡黒崎町熊手までの別線（通称「山の手線」）の軌道敷設特許を取得した。この別線は全長22.2キロメートルで、市街地を避けて既設線の南側に敷設、全線複線の新設軌道とし、既設線より高圧の1,500ボルトで電化する高規格線とされた。福岡までの延長線についても計画が見直され、1929年（昭和4年）に起点を「山の手線」との接続に都合の良い熊手（黒崎駅前）へと変更の上、経路を鹿児島本線と同じ城山峠経由から勾配の少ない古門往還（殿様道）経由に改めた。こうして変更された福岡延長線の計画は、八幡から福岡まで全長48.2キロメートル、全線複線の新設軌道を1,500ボルトで電化し、大型車両で高速運転するというものとなり、「福岡急行電車」と呼ばれた。
1931年（昭和6年）1月、「福岡急行電車」はついに着工され、全線を3分割したうちの福間町から福岡市吉塚までの19.8キロメートルにて工事が開始された。しかし同時期に発覚した不正手形事件により建設工事は即時中断され、事件に関連して多額の負債を抱えた九州電気軌道には約2,000万円と見積もられた福岡急行電車の建設費は調達不可能となった。1933年（昭和8年）に至り、鹿児島本線の改良計画と並行するバス事業の発達という環境変化、それ以前に資金難であるという理由によって「福岡急行電車」は起業廃止、「山の手線」は特許失効となった。こうして門司から福岡までの高速都市間電車敷設の試みは失敗に終わった。

## 電気供給事業の推移
以下、沿革のうち電気供給事業の推移について詳述する。

### 九軌参入前
九州電気軌道が電気事業に参入する前、現在の北九州市域では、若松電灯・大阪電灯（門司支店）・小倉電灯・八幡電灯の4事業者が事業を行っていた。4つのうち若松電灯を除き九州電気軌道が統合している。
若松電灯株式会社
- 事業開始 ： 1898年（明治31年）7月1日
- 供給区域 ： 遠賀郡若松町

熊本電灯（熊本市）・長崎電灯（長崎市）・博多電灯（福岡市）に続く九州で4番目の電気供給事業。若松町のほか後に遠賀郡戸畑町にも供給する。1912年（明治45年）5月、若松電灯の事業は若松電気が譲り受け、1915年（大正4年）5月にはそれをさらに九州水力電気が譲り受けた。
小倉電灯株式会社
- 事業開始 ： 1900年（明治33年）9月23日
- 供給区域 ： 小倉市、企救郡足立村・板櫃村・企救村・大里町

小倉電灯は1898年6月設立。小倉市馬借町にあり、資本金は10万円。社長の妹尾万次郎は九州電気軌道取締役（元門司電気鉄道発起人）を兼ねる。九州で7番目、福岡県では3番目の電気供給事業。
大阪電灯株式会社門司支店
- 事業開始 ： 1902年（明治35年）3月4日
- 供給区域 ： 門司市

大阪電灯は大阪市所在の事業者であるが、門司市にも進出して門司支店を設置し、供給事業を行っていた。詳しくは大阪電灯#門司支店参照。九州では9番目、福岡県では4番目の電気供給事業。
八幡電灯株式会社
- 事業許可 ： 1909年（明治42年）11月15日（事業開始年月日は不詳）
- 供給区域 ： 遠賀郡八幡町

八幡電灯は1910年（明治43年）1月設立。八幡町にあり、資本金は5万円。取締役のうち山口恒太郎が九州電気軌道取締役を兼ねる。

### 1910年代
九州電気軌道は設立間もない1909年9月25日、臨時株主総会にて定款を変更し、付帯事業として電灯・電力供給事業を事業目的に追加した。変更後、ただちに大阪電灯と交渉し、同社門司支店の事業を買収、同年11月1日付で事業を継承した。次いで小倉電灯の事業も買収し、同年12月1日付で事業を継承している。買収金額は大阪電灯門司支店が37万円、小倉電灯が15万円であった。この時点での供給は電灯のみで、翌1910年上期末（5月末）時点で取付数は1万4,124灯。また需要家数は門司1,528戸、小倉650戸と、供給区域内の総戸数の1割未満であった。
1910年10月1日付で九州電気軌道は八幡電灯を合併し、需要家数344戸・電灯数954灯の供給事業を引き継いだ。こうして3つの事業者を統合した時点では、電源はそれぞれの事業者から引き継いだ小発電所3か所（総出力457キロワット）のみで発電力に余裕がなく、電灯供給の新規申し込みにすべて応ずることができなかった。そのため応急措置として、電球の種類を従来の炭素線電球（発光部分＝フィラメントに炭素線を用いる電球）からタングステン電球（フィラメントにタングステンを用いる電球。消費電力が少ない）に変更するよう需要家に勧めた。1911年（明治44年）5月、出力2,000キロワットの大門発電所が運転を開始すると供給力は一挙に高まり、供給実績も1911年下期末（11月末）には2万5,874灯となった。
新発電所完成後は供給区域の拡大も推進した。1911年9月、まず遠賀郡黒崎町への供給を開始。次いで西へ1912年7月より遠賀郡折尾町への供給を開始し、1913年（大正2年）1月からはさらに西の遠賀郡島郷村・芦屋町へも拡大した。東側へは1913年1月企救郡曽根村、同年9月門司市内田ノ浦方面、12月松ヶ江村、1916年（大正5年）6月東郷村と拡大している。電灯供給実績は下記「供給実績推移表」に記す通り、1917年（大正6年）に10万灯に達した。
大門発電所完成後の1912年8月、電力供給事業の第一歩として九州帝国鉄道管理局小倉工場（現・JR小倉総合車両センター）と電力供給契約を締結し、年末までに2,000キロワットの電力供給を開始した。大戦景気の影響もありその後こうした大口電力供給は活況を呈し、1914年（大正3年）には2月の浅野セメント（現・太平洋セメント）への供給開始を皮切りに、10月には門司方面は九州帝国鉄道管理局・九州電線・帝国麦酒、小倉方面は市立病院、八幡方面は旭硝子へと供給を開始、11月にはさらに大里製粉と新規供給が続いた。その後も1915年（大正4年）に大里製粉・東京製綱小倉工場、1916年に陸軍兵器廠・大阪曹達（現・大阪ソーダ）小倉工場、1917年に浅野製鋼（現・新日鐵住金小倉地区）・東洋陶器（現・TOTO）・神戸製鋼所、1920年に豊国セメント苅田工場（現・三菱マテリアル）と続々電力供給契約が成立している。供給電力量は1914年時点では133万キロワット時であったが、1919年（大正8年）には573万キロワット時へと伸長した。一方、小口の電力供給については石炭やガスといった他の動力源に押され成績は振るわなかった。

### 1920年代
九州電気軌道の供給区域は九州水力電気の区域と東邦電力九州区域（旧九州電灯鉄道）に囲まれており、供給区域が拡大することはなかったが、電灯数は電灯の普及区域内の人口増加とで増加を続け、下表の通り1922年に20万灯、1927年に30万灯を超えたとされる。しかし1930年（昭和5年）に発覚した不正手形事件にからんで電灯数の過大報告も発覚しており、1920年代の実績値は実態を反映していない可能性がある。
電力供給については、電力供給区域が重複する九州水力電気が九州電気軌道の勢力圏に侵入し、1921年（大正10年）、九州電気軌道の供給先であった八幡市の中央セメントへの供給を奪取する事件があった。これを機に両社の間にあった従来の協調体制は崩れ、九州電気軌道は九州水力電気の勢力圏である戸畑・若松および筑豊・京築方面への進出を図り、1924年（大正13年）6月に戸畑・若松両市と企救・遠賀・鞍手・嘉穂・田川・京都・築上の7郡を電力供給区域とする許可を得た。以後両社の間で需要家の争奪戦（「電力戦」）が繰り広げられた。九州水力電気が奪取した供給先は中央セメントのほか王子製紙小倉工場・九州耐火煉瓦（現・黒崎播磨）・日本製粉・新入炭鉱など9社計6万4,000キロワット、反対に九州電気軌道が奪取した供給先は戸畑鋳物（後の日立金属戸畑工場）と炭鉱3社の計4,100キロワットであった。
「電力戦」の結果、両社ともに競争を続ける体力がなくなったため、1927年（昭和2年）10月になって両社間に協定が成立した。その内容は電力の融通、既存契約の相互不可侵、両社協定の料金以下での供給禁止、の3点からなる。その後九州電気軌道は九州水力電気の傘下に入った。

### 1930年代以降
1927年に30万灯を超え、1931年（昭和6年）11月末時点で38万7千灯とされていた電灯数であるが、不正手形事件発表後の再調査によって同年12月末時点で31万2千灯と修正された。この時期、昭和恐慌を背景とする全国的な電気料金値下げ運動が福岡県にも上陸、九州電気軌道区域にも波及し、1930年（昭和5年）11月に門司で値下げ運動が起こったのを契機に八幡・折尾・戸畑・小倉と拡大した。1931年1月6日、会社と運動側代表との会見が行われ、電灯・電力料金の2割値下げ要求が出された。会社側が不況のため値下げに応ずる余力なしと主張したため運動側との対立が深刻化するが、3月に松本学福岡県知事が調停に入り、付帯料金を割引するなどの条件で値下げ運動は一応の解決をみた。
金輸出再禁止による輸出促進と満州事変以後の軍需景気の影響で、1932年（昭和7年）以降は沿線重工業・中小工業が活性化したことで、九州電気軌道の電力供給実績も創業以来最大規模に拡大した。この時期に新規供給が始まった工場には桜ビール・東洋製罐・日本食料工業・小倉伸鉄工場・豊国セメント・小野田セメント（現・太平洋セメント）・帝国酸素などがある。1935年（昭和10年）上期末時点における供給先の事業分野を示すと、大口契約高3万7千キロワットのうち35パーセントが金属工業と最多で、以下採炭業19パーセント、化学工業16パーセント、窯業11パーセントと続いた。
下表の通り1939年（昭和14年）下期には電灯数44万5千灯、大口電力供給7万6千キロワットに達した。同年12月末時点の状況を記した逓信省の資料によると、3000キロワット以上を供給する大口需要家には、神戸製鋼所門司工場（門司市、4500キロワット）、小倉製鋼（小倉市、6250キロワット）、大阪曹達小倉工場（小倉市、4000キロワット）、旭硝子曹達工場（戸畑市、5000キロワット）、日立製作所戸畑工場（戸畑市、4800キロワット）、日本化成工業黒崎工場（八幡市、8000キロワット）、日産化学工業遠賀鉱業所（若松市、5500キロワット）があった。
こうして発展した供給事業であったが、1939年8月に逓信省より九州水力電気へ事業譲渡するよう示達され、1940年（昭和15年）1月31日付で同社への事業譲渡を実施した。これにより九州電気軌道は電気供給事業から撤退した。

### 供給実績推移表
1939年までの電灯供給実績および電力供給実績（1931年以降）の推移は以下の通り。決算期は毎年5月（上期）・11月（下期）の2回で、供給実績の数値は各期末のものである。電力供給は小口については記載していない。
| 年度   | 電灯取付数 | 大口販売電力 （単位：kW） | 備考                   | 出典          |
| ------ | ---------- | ------------------------- | ---------------------- | ------------- |
| 1910上 | 14,124     |                           |                        | [ 64 ]        |
| 1910下 | 16,368     |                           |                        | [ 64 ]        |
| 1911下 | 25,874     |                           |                        | [ 64 ]        |
| 1912上 | 34,129     |                           |                        | [ 64 ]        |
| 1912下 | 38,011     |                           |                        | [ 64 ]        |
| 1915上 | 61,025     |                           |                        | [ 64 ]        |
| 1915下 | 65,689     |                           |                        | [ 64 ]        |
| 1916上 | 75,787     |                           |                        | [ 64 ]        |
| 1916下 | 83,307     |                           |                        | [ 64 ]        |
| 1917上 | 90,540     |                           |                        | [ 72 ]        |
| 1917下 | 100,331    |                           |                        | [ 72 ]        |
| 1918上 | 110,360    |                           |                        | [ 73 ]        |
| 1918下 | 121,252    |                           |                        | [ 73 ]        |
| 1919上 | 131,818    |                           |                        | [ 74 ]        |
| 1919下 | 142,336    |                           |                        | [ 74 ]        |
| 1920上 | 152,521    |                           |                        | [ 49 ]        |
| 1920下 | 162,700    |                           |                        | [ 49 ]        |
| 1921上 | 172,909    |                           | 数値が過大な可能性あり | [ 75 ]        |
| 1921下 | 182,927    |                           | 同上                   | [ 75 ]        |
| 1922上 | 193,067    |                           | 同上                   | [ 76 ]        |
| 1922下 | 201,099    |                           | 同上                   | [ 76 ]        |
| 1923上 | 211,316    |                           | 同上                   | [ 77 ]        |
| 1923下 | 222,299    |                           | 同上                   | [ 77 ]        |
| 1924上 | 232,924    |                           | 同上                   | [ 78 ]        |
| 1924下 | 244,071    |                           | 同上                   | [ 78 ]        |
| 1925上 | 254,800    |                           | 同上                   | [ 79 ]        |
| 1925下 | 265,370    |                           | 同上                   | [ 79 ]        |
| 1926上 | 275,828    |                           | 同上                   | [ 80 ]        |
| 1926下 | 286,537    |                           | 同上                   | [ 80 ]        |
| 1927上 | 296,774    |                           | 同上                   | [ 81 ]        |
| 1927下 | 309,671    |                           | 同上                   | [ 81 ]        |
| 1928上 | 320,505    |                           | 同上                   | [ 82 ]        |
| 1928下 | 331,435    |                           | 同上                   | [ 82 ]        |
| 1929上 | 341,843    |                           | 同上                   | [ 83 ]        |
| 1929下 | 353,458    |                           | 同上                   | [ 83 ]        |
| 1930上 | 363,955    |                           | 同上                   | [ 84 ]        |
| 1930下 | 371,787    |                           | 同上                   | [ 84 ]        |
| 1931上 | 377,220    | 23,040                    | 同上                   | [ 85 ] [ 66 ] |
| 1931下 | 387,144    | 24,488                    | 電灯数は過大           | [ 85 ] [ 66 ] |
| 1931末 | 312,893    | -                         | 再調査で電灯数訂正     | [ 26 ]        |
| 1932上 | 318,826    | 26,194                    |                        | [ 86 ] [ 66 ] |
| 1932下 | 324,972    | 28,235                    |                        | [ 86 ] [ 66 ] |
| 1933上 | 330,289    | 29,200                    |                        | [ 87 ] [ 66 ] |
| 1933下 | 335,270    | 32,385                    |                        | [ 87 ] [ 66 ] |
| 1934上 | 340,691    | 34,203                    |                        | [ 88 ]        |
| 1934下 | 346,109    | 36,477                    |                        | [ 88 ]        |
| 1935上 | 356,231    | 37,164                    |                        | [ 89 ]        |
| 1935下 | 361,289    | 42,926                    |                        | [ 89 ]        |
| 1936上 | 370,784    | 45,321                    |                        | [ 90 ]        |
| 1936下 | 381,534    | 48,349                    |                        | [ 90 ]        |
| 1937上 | 394,929    | 51,089                    |                        | [ 91 ]        |
| 1937下 | 401,234    | 55,754                    |                        | [ 91 ]        |
| 1938上 | 415,034    | 62,629                    |                        | [ 92 ]        |
| 1938下 | 421,534    | 71,854                    |                        | [ 92 ]        |
| 1939上 | 435,138    | 76,129                    |                        | [ 93 ]        |
| 1939下 | 445,414    | 76,129                    |                        | [ 93 ]        |

### 供給区域一覧

#### 1921年時点
1921年（大正10年）6月末時点における供給区域（電灯・電力供給区域または電灯供給区域）は以下の通り。供給区域はいずれも福岡県内である。
- 電灯・電力供給区域
  - 門司市（現・北九州市）
  - 小倉市（同上）
  - 八幡市（同上）
  - 企救郡
    - 大里町・足立村・企救町・板櫃村（現・北九州市）

  - 遠賀郡
    - 黒崎町・折尾町・島郷村（現・北九州市）
    - 芦屋町
- 電灯供給区域
  - 企救郡
    - 松ヶ江村・東郷村・曽根村（現・北九州市）

#### 1938年時点
1938年（昭和13年）12月末時点における供給区域（電灯・電力供給区域または電力供給区域）は以下の通り。供給区域はいずれも福岡県内である。
| 電灯・電力供給区域 | 電灯・電力供給区域 |
| ------------------ | --- |
| 市部               | 門司市・小倉市・八幡市（旧上津役村域は除く）・若松市（旧島郷村域のみ）（現・北九州市）                                                                                                 |
| 企救郡             | 松ヶ江村・曽根町（現・北九州市） |
| 遠賀郡             | 折尾町（現・北九州市）、 芦屋町 |
| 電力供給区域       | |
| 市部               | 若松市・戸畑市（現・北九州市）、 直方市、 飯塚市 |
| 企救郡             | 西谷村・中谷村・東谷村（現・北九州市） |
| 遠賀郡             | 水巻村（現・水巻町）、 遠賀村（現・遠賀町）、 中間町（現・中間市）、 香月町（現・北九州市）                                                                                            |
| 鞍手郡             | 木屋瀬町（現・北九州市）、 植木町（現・直方市）、 剣村・西川村・古月村（現・鞍手町）、 宮田町・笠松村（現・宮若市）、 小竹町                                                           |
| 嘉穂郡             | 全域（現・飯塚市・嘉麻市ほか） |
| 田川郡             | 金田町・上野村・方城村（現・福智町）、 糸田村（現・糸田町）、 香春町、勾金村・採銅所村（現・香春町）、 大任村（現・大任町）、 赤村、 伊田町・後藤寺町・猪位金村（現・田川市）、 川崎町 |
| 京都郡             | 苅田町、小波瀬村・白川村（現・苅田町）、 行橋町・延永村・椿市村・今元村・仲津村・泉村・今川村（現・行橋市）、 祓郷村（現・みやこ町・行橋市）、豊津村（現・みやこ町）                   |
| 築上郡             | 八津田村・築城村・椎田町（現・築上町） |

## 電源の推移
以下、沿革のうち電源の推移について詳述する。

### 大門発電所

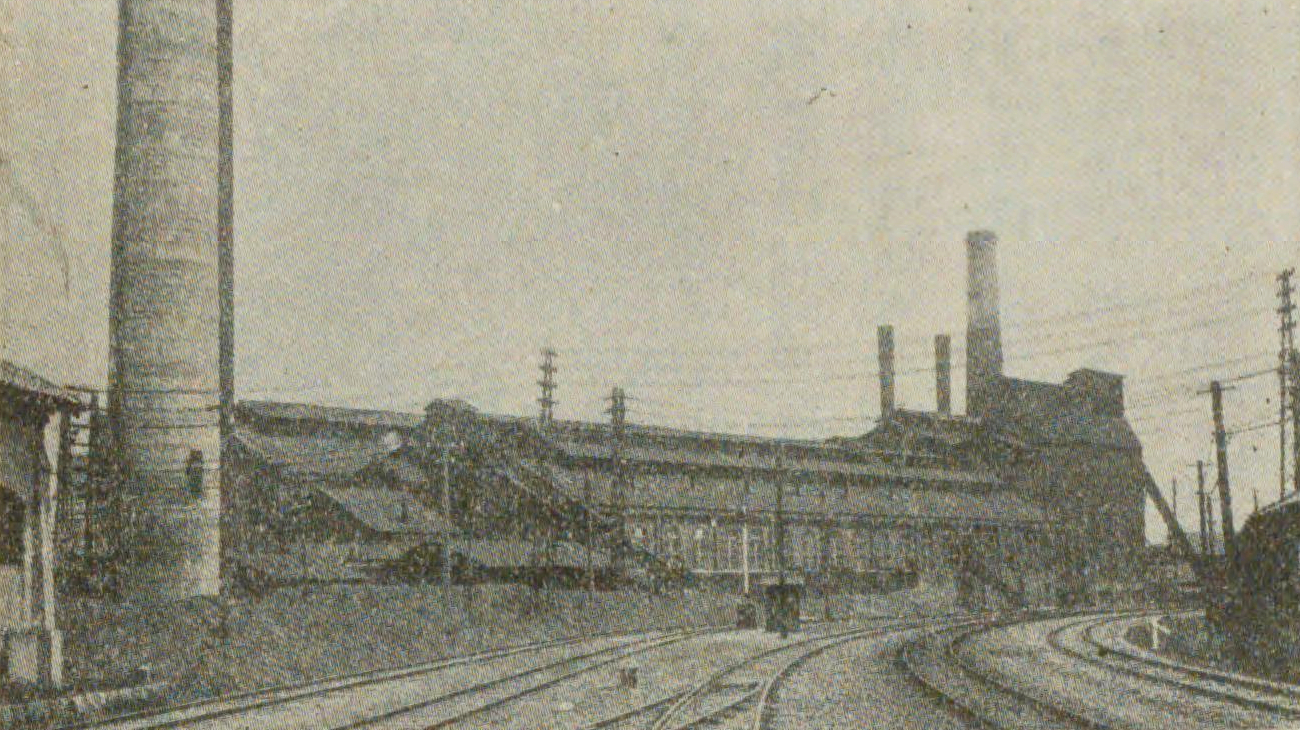
大門発電所

九州電気軌道が電気事業を開業した当初、電源は前身事業者から引き継いだ小規模火力発電所3か所のみであった。発電所は門司発電所・小倉発電所・八幡発電所と称し、門司は蒸気機関による汽力発電所で出力262キロワット、小倉は同様の汽力発電所で出力135キロワット、八幡は吸入式ガス機関によるガス力発電所（内燃力発電所）で出力60キロワットであった。
これらの小規模発電所に替わる大規模火力発電所として、1911年（明治44年）5月6日に大門発電所が完成し、16日より運転を開始した。イギリスのブリティッシュ・トムソン・ハウストン製の蒸気タービンと1,000キロワット三相交流発電機各2台を擁する出力2,000キロワットの汽力発電所である。所在地は小倉市鋳物師町（現・小倉北区鋳物師町）。この大門発電所の運転開始に伴い小倉発電所は廃止され、門司・八幡両発電所は大門発電所からの送電を受ける変電所に降格された。なお「大門発電所」と称するのは後述の小倉発電所完成後で、それまではこちらが「小倉発電所」を名乗っていた。
電気・軌道両事業の拡大に伴い1911年10月に早くも拡張工事が起こされ、1・2号機と同一仕様の発電設備（3号機）を追加して1912年（明治45年）6月に竣工した。以降も下記のように次々と増設されている。
- 1914年（大正3年）5月 : 第2期拡張工事竣工、3,000キロワット発電機1台増設（1915年8月3,750キロワットに出力増）。
- 1915年（大正4年）8月 : 第3期拡張工事一部竣工、5,000キロワット発電機1台増設。
- 1916年（大正5年）2月 : 第3期拡張工事全部竣工、5,000キロワット発電機1台増設。
  - 第3期拡張工事に伴い1916年5月1,000キロワット発電機3台廃止。
- 1918年（大正7年）3月 : 第4期拡張工事竣工、1万キロワット発電機1台追加。
- 1919年（大正8年）3月 : 第5期拡張工事竣工、1万キロワット発電機1台追加。

1927年（昭和2年）10月、第6期拡張工事が竣工し、出力1万2,500キロワットの6号発電機が増設された。以後大門発電所の増設はない。1937年（昭和12年）12月末時点での出力は最大4万6,250キロワット（常時2万1,250キロワット・予備2万5,000キロワット）であった。
1939年（昭和14年）4月に大門発電所は日本発送電へと出資された。日本発送電時代の1944年（昭和19年）10月に小倉発電所から大門発電所へと蒸気を送る送汽管が撤去されたため出力が4万6,250キロワットから2万5,000キロワットに減少している。その後1951年（昭和26年）5月に九州電力へ引き継がれるが、1958年（昭和33年）11月に廃止され現存しない。

### 小倉発電所

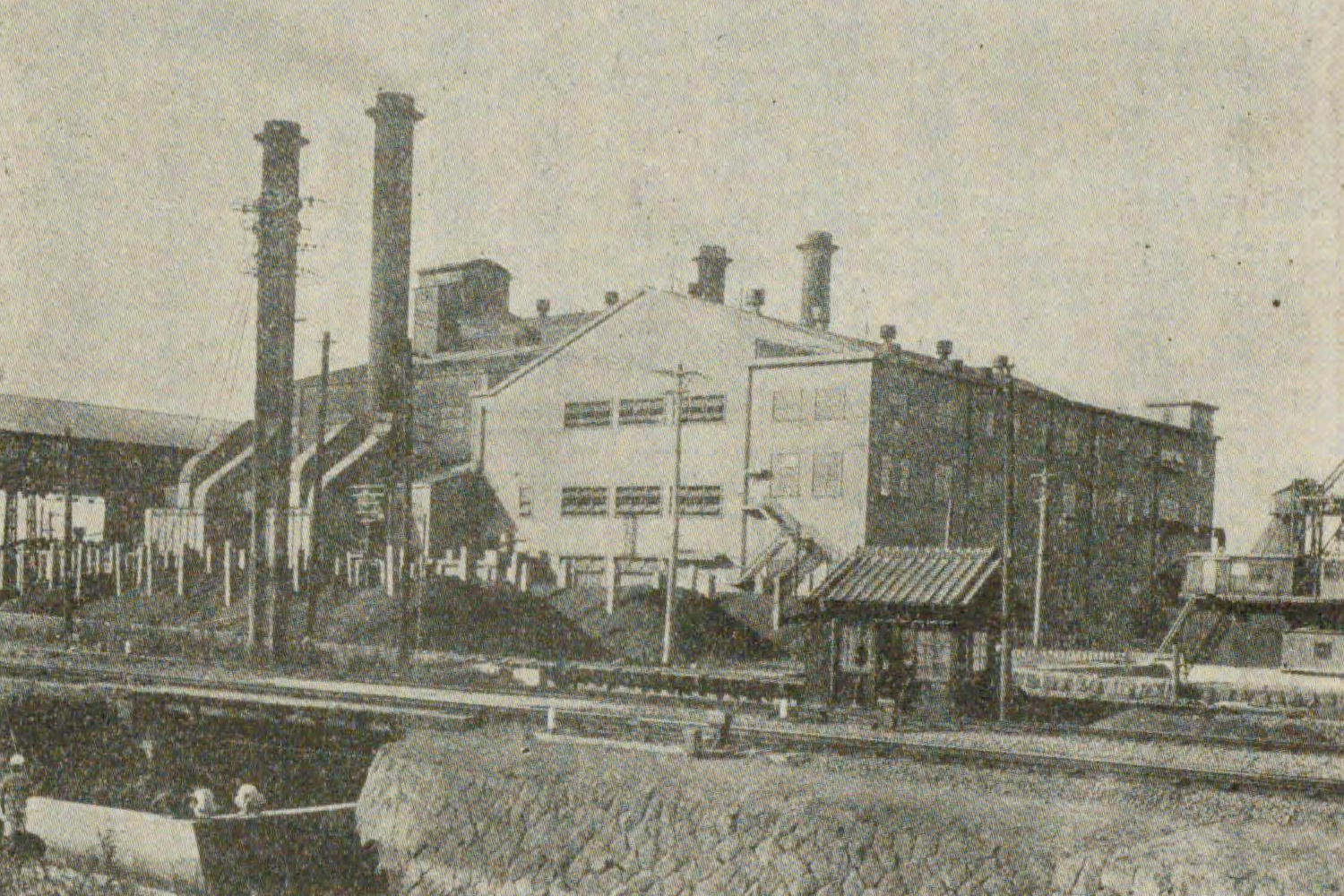
小倉発電所

小倉発電所は、大門発電所に続く第2の火力発電所として1929年（昭和4年）5月着工、1931年（昭和6年）11月より運転を開始した。完成とともに従来「小倉発電所」を名乗っていた鋳物師町の発電所が「小倉第二発電所」に改称し、小倉発電所は「小倉第一発電所」と称したが、後に第二発電所は単に「小倉発電所」となり、「小倉第二発電所」は前述の通り「大門発電所」とされた。
所在地は九州電気軌道（後に九州土地興業）が埋立て事業を行っていた埋立地の一角で、小倉市東港町（現・小倉北区東港町）。2万7,000キロワットの大容量発電機2台（1・2号機）のほか石炭運搬貯蔵装置、不良炭や粗悪炭を利用する微粉炭燃焼装置、自動燃焼装置、燃焼灰処理装置など最新鋭の装置を備えた高性能発電所で、低コスト発電が目指された。1937年末時点での出力は最大5万4,000キロワット（常時5万キロワット、所内用4,000キロワット）。1939年（昭和14年）1月には、発電機スラスト軸受の焼損事故が頻発したことから予備出力を確保するため2万7,000キロワットの3号発電機が増設されている。
大門発電所と同様1939年4月に日本発送電へ出資された。日本発送電時代の1943年（昭和18年）3月にボイラー増設工事が竣工し、出力が5万4,000キロワットから8万1,000キロワットに増強されている。1951年5月に九州電力へ引き継がれ、1963年（昭和38年）11月に廃止された。

### 九水との連携
「電力戦」の最中、九州水力電気の地盤筑豊地方へ進出すべく、九州電気軌道は66キロボルト送電線「筑豊特高線」を建設した。同送電線は1926年（大正15年）1月に使用が開始され、日明変電所（小倉市）と山野変電所（嘉穂郡稲築村）および香月変電所（遠賀郡香月町）を繋いでいた。
1930年、九州電気軌道が九州水力電気の傘下に入ったのを機に、同社との連携が進展する。まず1931年に、九州水力電気鯰田変電所・小倉変電所にて九州電気軌道と九州水力電気両社の送電網が連絡され、翌1932年（昭和7年）5月に鯰田中央開閉所・小倉変電所の2か所で最大2万キロワットの電力相互融通が許可された。さらに同年6月には戸畑変電所において非常時の電力3,000キロワットの融通も認可された。これらの措置により両社間の送受電量は著しく増大し、豊水期には九州水力電気が余剰電力を九州電気軌道へと送電し、反対に渇水期には九州電気軌道の火力発電によって九州水力電気の不足分を補給する、という「水火併用」の運用が実現した。並行して重複設備の整理も進められ、山野変電所は廃止、筑豊特高線は日明変電所から鯰田中央開閉所（飯塚市鯰田）および香月変電所までとなった。また設備整理の結果九州水力電気の需要家に対し九州電気軌道が代理で送電することもあった。
1939年4月、上記筑豊特高線は発電所とともに日本発送電へと出資された。

### 電源周波数について
1909年から翌年にかけて大阪電灯・小倉電灯・八幡電灯の3社を統合した際に引き継いだ門司・小倉・八幡の各発電所は、発生電力の周波数がそれぞれ異なっていた（門司は125ヘルツ、小倉は60または100ヘルツ、八幡は不詳）。1911年5月に発電を集約すべく大門発電所が建設された際、周波数は50ヘルツ（三相交流）が採用された。50ヘルツが選択された理由は明らかでない。その後九州水力電気が女子畑発電所を建設する際、当時九州では60ヘルツを採用する事業者が多かった（福岡市の九州電灯鉄道、熊本の熊本電気など）にもかかわらず、北九州に送電するという理由で同社は九州電気軌道と同じ50ヘルツを選択した。このことで北九州・筑豊地方には50ヘルツの電力圏が形成された。
50ヘルツ電力圏はその後長く残存しており、九州の電力圏の過半を占める60ヘルツ圏への統一（周波数の切り替え）は太平洋戦争終戦後まで実現しなかった。九州電気軌道に関連するところでは、小倉発電所2号機が日本発送電時代の1951年3月に60ヘルツ化転換工事が竣工、九州電力発足後の1955年に小倉発電所1号機も続いて転換工事が竣工した。大門発電所は60ヘルツ転換される前に廃止されている。

## 付帯事業の推移
以下、軌道事業・電気供給事業以外の直営事業（土地事業・電気化学事業・バス事業）について記述する。

### 土地事業
電灯・電力供給を追加した1909年9月の定款改正の際、他にも娯楽機関の経営および土地家屋の賃貸営業についても定款に盛り込まれていた。この方面の事業が本格化するのは第一次世界大戦後で、九州電気軌道は土地事業を目的として1919年（大正8年）12月30日に資本金600万円で新会社九州土地信託株式会社を設立、20万坪に及ぶ土地を譲渡して不動産経営に当たらせた。
1922年（大正11年）2月、九州土地信託は九州土地株式会社へ社名を変更する。同社は引き続き土地販売や貸地・貸家経営を営むが、1932年（昭和7年）9月24日付で九州電気軌道に合併され、不動産経営は九州電気軌道直営に戻された。これとは別に、九州電気軌道は1930年11月に小倉市鋳物師町・平松町地先の公有水面埋立に関する免許を元社長松方幸次郎と松方が経営する川崎造船所から無償で譲り受けた。埋立て面積は46万坪に及び、まず一部を先行して埋立て小倉発電所を建設し、発電所から廃棄される炭滓を利用して埋立てを推進した。
1933年（昭和8年）10月、九州電気軌道は埋立て事業とあわせて不動産経営を再分離し、資本金500万円で九州土地興業株式会社を設立した。移管された不動産は土地73万坪、家屋460棟であった。埋立て事業はその後1942年（昭和17年）4月に竣工し、埋立地は小倉市東港町と命名された。完成した埋立地は順次売却され、小倉油脂・九州特殊鋼・九州精米などの工場が進出している。なお1940年（昭和15年）1月に九州電気軌道が配電事業を九州水力電気に譲渡した際、九州土地興業の株式も折半され半数を九州水力電気が引き受けたが、同社の九州配電統合決定に伴い翌1941年（昭和16年）12月にこの株式は九州電気軌道に返却された。
九州電気軌道が建設した娯楽施設には到津遊園がある。到津遊園は軌道線沿線社有地を開発して1932年7月31日に開園。翌1933年10月1日には遊園の隣接地を開拓して動物園を設置し、さらに1935年には子供向け遊技場を新設、1936年には浴場・娯楽室・食堂などを備える子供ホールを開設するなど施設を拡張していった。

### 電気化学事業
第一次世界大戦中の電気化学工業ブームに乗じ、九州電気軌道は余剰電力を活用した塩酸カリ（塩化カリウム）の製造販売を企画し、急遽工事費16万円を投じて小倉市鋳物師町に工場を建設、1916年（大正5年）4月より製造を開始した。塩酸カリはマッチの原料で、ロシア輸出を中心に国内や朝鮮半島、満州、南洋方面へ出荷した。輸入品の途絶もあり市価が高騰していたことから業績は好調で、1916年11月末までの短期間で収入は46万円7千円に達し支出・建設費利息・償却費を差し引いても5万4千円の純利益を生じた。
第一次世界大戦が終結すると日本製品の需要は減少し、市価の低落で1920年（大正9年）下期の純利益は7千円に減少、さらに1921年（大正10年）上期には1万8千円の欠損を生じた。このことからこの電気化学事業は1921年上期限りで休止となった。

### バス事業
九州電気軌道では、自社の軌道線を補完しなおかつ他社の参入を未然に防止する目的でバス事業に参入した。まず1928年（昭和3年）6月に定款の事業目的に自動車営業を追加し、翌1929年（昭和4年）3月に事業免許を取得。同年8月1日より最初の路線として門司 - 折尾間および中央区 - 戸畑間の計34.9キロメートルにて営業を開始した。その後も小倉駅を発着する循環バスや門司駅（現・門司港駅）から田ノ浦までの田ノ浦線バスを開業している。バスの輸送人員は軌道線に比べて少なく、多い時期でも年間600万人前後と軌道線の5分の1程度であった。
1936年（昭和11年）になり九州電気軌道の自動車部門は分社化され、1月15日資本金50万円で九州合同バス株式会社が発足、21日より自動車部門を引き継いで開業した。分社化時点でのバス台数は72台であった。その後九州合同バスは競争の防止とサービス向上を図るべく次々と法人・個人問わずバス営業権を買収し、北九州における事業統合の中心となった。1936年から1941年にかけて統合した事業者は20に及ぶ。これら以外にも舞鶴自動車・北九州乗合自動車・戸畑乗合自動車・筑豊自動車運輸・豊州バス・飯幡合同バス・九州自動車・赤神バスの株式を所有した。
1940年（昭和15年）時点で、九州合同バスの営業路線は約450キロメートルに達しており、車両数は約300台、営業エリアは北九州のみならず東は大分県の中津、南は田川郡の後藤寺・添田方面、西は福岡市へと広がっていた。しかしながら日中戦争開戦以後、ガソリン統制が強まると次第に運行が困難になり、修繕部品の不足もあいまってバス事業の収益性は悪化していった。そのため1940年半ばごろから九州合同バスの経営状況は急速に悪化し、上期には年率6パーセントの配当を確保していたが下期には無配に転落した。その後も運転回数の削減や運賃値上げを試みるが経営は好転しないため、九州合同バスは1942年（昭和17年）3月1日付で九州電気軌道にバス事業を譲渡した。こうしてバス事業は九州電気軌道の直営に戻った。
また1942年2月に九州電気軌道が合併した小倉電気軌道も、同様に自社軌道線防衛のため1927年（昭和2年）10月よりバス事業を兼営していた。同社のバス事業も九州電気軌道は引き継いでいる。

## 関係会社
以下、九州電気軌道が傘下に持っていた関係会社について詳述する。ただし西鉄に統合された九州鉄道・福博電車・博多湾鉄道汽船、付帯事業の節で記述した九州土地興業・九州合同バスについてはここでは扱わない。

### 他県の交通事業者
1930年代末から九州電気軌道は大分県・宮崎県の交通事業者の経営権掌握や資本参加を進めた。
大分県ではまず1938年（昭和13年）に耶馬渓鉄道の経営権を掌握した。次いで1940年（昭和15年）に大分市と別府市を結ぶ電気軌道を経営する別府大分電鉄の株式を九州水力電気から取得し、傘下に収めた。続いて宇佐参宮鉄道の過半数の株式を買収しており、大分県の主要な交通事業者を関係会社とすることに成功した。これらの会社は戦時統合により西鉄発足後の1945年（昭和20年）に大分交通となっている。
宮崎県では、1942年（昭和17年）6月に九州水力電気から延岡バスの株式を、経営陣から都城自動車の株式をそれぞれ取得し、両社の経営権を掌握した。両社ともに宮崎交通の前身にあたる。

### 井筒屋百貨店
博多駅前に取得していた福岡急行線用地の利用策として、九州電気軌道は1932年（昭和7年）8月2日に「九軌デパート」および「九軌にマーケット」という百貨店・市場を開店した。開店当初は順調な好成績を挙げたものの、その後閉店する店舗が相次ぎ、残存する店舗によって1932年11月ごろ「九軌デパート代理部」が発足、これを株式会社に改組する形で1933年（昭和8年）3月16日に資本金5万円で株式会社九軌デパートが成立した。5月になって九州土地興業が同社に資本参加して九州電気軌道の傘下に入り、5月21日付で九軌百貨店に社名を変更した。そして7月11日、「九軌百貨店」として再開業した。10月には軌道線の戸畑停留場2階に戸畑支店も開業している。
一方、1935年に会社設立、1936年10月6日に小倉市で開業した井筒屋百貨店に対しても九州電気軌道は資本参加した。九州電気軌道は井筒屋百貨店と九軌百貨店の経営統合を構想し、井筒屋側の申し出に応じて1937年11月8日付で九軌百貨店を井筒屋に合併させた。さらに株式を追加取得し、同年12月に同社の経営を掌握した。合併後、旧九軌百貨店の戸畑支店は1938年4月に井筒屋戸畑支店として開店するが、5月に博多の店舗は閉鎖された。
日中戦争勃発後、物資の統制や奢侈品等製造販売制限規則（七・七禁令）によって百貨店経営が困難となり、1940年12月に戸畑支店を閉鎖、会社自体も1941年（昭和16年）3月に株式の一部を熊本市の古荘合資会社（古荘健次郎）に譲渡し、古荘との共同経営とした。この状態のまま西鉄発足を迎えた。

### 九州特殊鋼
1938年、九州電気軌道は日本発送電への設備出資によって資金に余裕が生じることから、新たな投資先を検討し、当時の国策に順応しなおかつ将来有望と見込まれた特殊鋼製造事業への進出を決定した。背景には小倉兵器廠の勧誘と援助の内約があった。1939年2月20日、九州電気軌道は資本金200万円で九州特殊鋼株式会社を設立。九州土地興業が造成する埋立地に工場を建設し、8月より高速度鋼とタングステン鋼の製造を開始、10月より製品出荷を始めた。主として軍部からの注文品を生産し、年率6パーセント、2期目以降は年率7パーセントの配当を実施するというように事業は順調であったが、まもなく資材不足となり、商工省主導の統制に従って九州特殊鋼は1941年9月20日付で富山市の不二越鋼材工業（現・不二越）に合併された。九州電気軌道には不二越の株式3万株余りが交付されたが、西鉄成立時に吸収会社各社の株主にプレミアムを分配するために不二越の株式は売却された。

## 年表

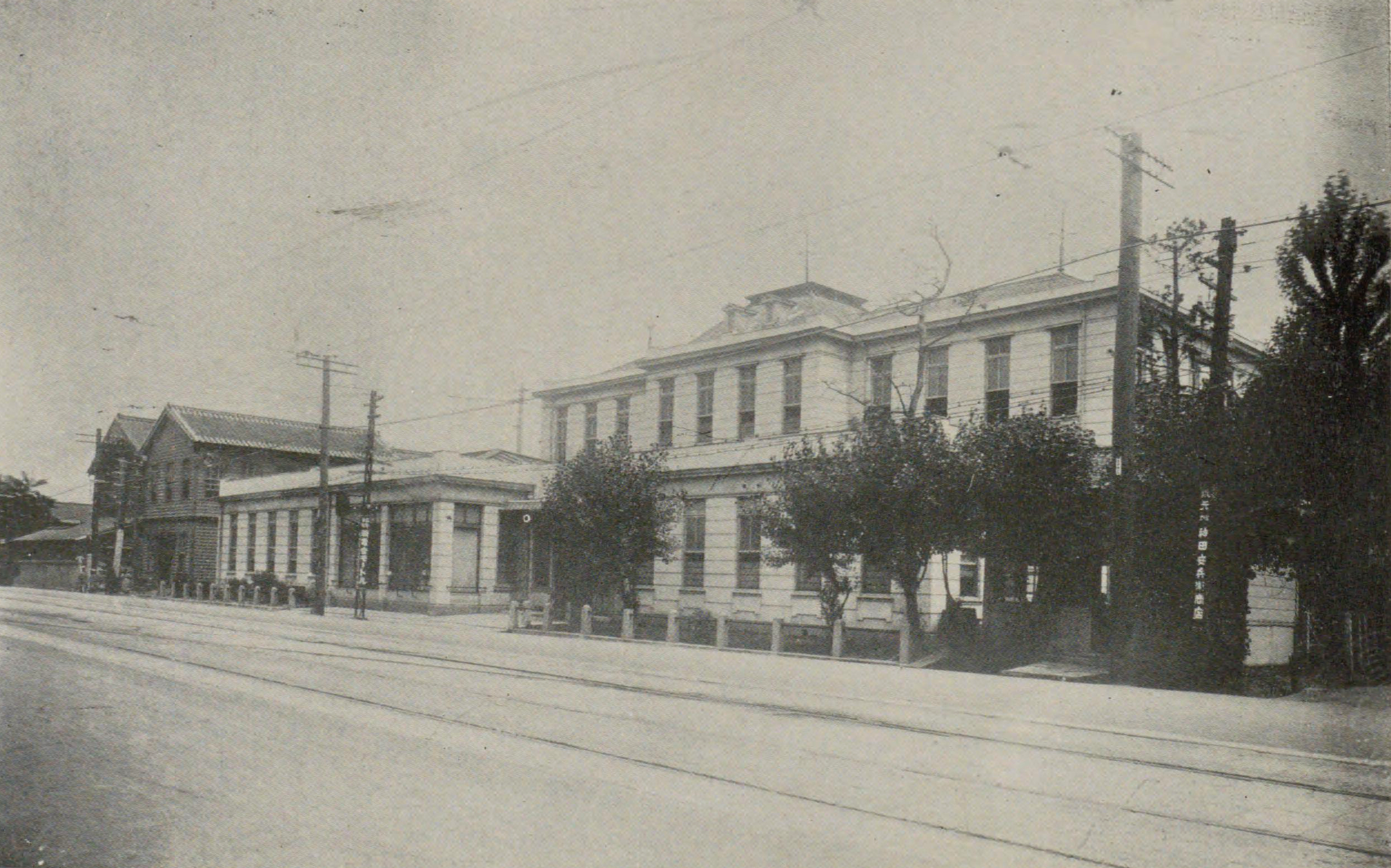
京町時代の本社建物

軌道線に関する事項については主として#路線に関する年表を参照。
- 1908年（明治41年）
  - 12月11日 : 九州電気軌道株式会社設立（17日設立登記）。本社は小倉市船頭町73番地[5]。初代社長松方幸次郎、初代専務久保正助[24]。
- 1909年（明治42年）
  - 11月1日 : 大阪電灯門司支店の事業を買収し、電気供給事業開業。
  - 12月1日 : 小倉電灯の事業を買収。
- 1910年（明治43年）
  - 10月1日 : 八幡電灯を合併。
- 1911年（明治44年）
  - 5月16日 : 小倉発電所（後の大門発電所）運転開始。
  - 6月5日 : 軌道事業開業。
  - 12月27日 : 本社を小倉市京町358番地2へ移転[5]。
- 1912年（明治45年・大正元年）
  - 7月1日 : 軌道線戸畑線開業。
- 1913年（大正2年）
  - 12月28日 : 久保正助専務取締役退任、松本枩蔵が取締役就任[24]。
- 1916年（大正5年）
  - 4月 : 塩酸カリの製造を開始（1921年上期休止）。
- 1919年（大正8年）
  - 12月30日 : 九州土地信託（後の九州土地）を設立。
- 1920年（大正9年）
  - 6月10日 : 松本枩蔵専務就任[24]。
- 1929年（昭和4年）
  - 8月1日 : バス事業開業。
  - 11月26日 : 軌道線枝光線全線開業。
- 1930年（昭和5年）
  - 6月27日 : 松方幸次郎社長退任、第2代社長に松本枩蔵就任[24]。
  - 8月 : 九州水力電気が松本枩蔵の持ち株を譲り受け筆頭株主となる。
  - 10月8日 : 松本枩蔵社長退任、第3代社長に大田黒重五郎就任[24]。専務に村上巧児就任[24]。
  - 10月11日 : 前社長松本枩蔵の告白により不正手形事件発覚。
- 1931年（昭和6年）
  - 1月 : 福岡市内への路線延伸工事着工（1933年起業廃止）。
  - 6月11日 : 重役会において不正手形事件を社内に公表。
  - 6月27日 : 株主総会において不正手形事件を一般に公表。大田黒・村上と取締役の麻生太吉以外の役員総辞職[24]。
  - 11月29日 : 小倉発電所運転開始[115]。
- 1932年（昭和7年）
  - 8月2日 : 博多駅前に九軌デパート・九軌マーケットを開店。
  - 9月24日 : 九州土地を合併。
- 1933年（昭和8年）
  - 7月11日 : 博多駅前に九軌百貨店を再開店。
  - 10月 : 九州土地興業を設立。
- 1935年（昭和10年）
  - 6月25日 : 大田黒重五郎社長退任[24]。
  - 7月15日 : 第4代社長に村上巧児就任[24]。
- 1936年（昭和11年）
  - 1月15日 : 九州合同バスを設立、21日にバス事業を移管。
- 1937年（昭和12年）
  - 11月8日 : 傘下の井筒屋百貨店と九軌百貨店を合併。
- 1939年（昭和14年）
  - 2月20日 : 九州特殊鋼を設立。
  - 4月1日 : 大門・小倉両発電所と一部の送電線・変電所を日本発送電へ出資。
- 1940年（昭和15年）
  - 1月31日 : 配電事業を九州水力電気へ譲渡。
  - 2月1日 : 本社を小倉市砂津360番地へ移転[116]
- 1941年（昭和16年）
  - 9月20日 : 子会社九州特殊鋼、不二越鋼材工業に合併。
- 1942年（昭和17年）
  - 2月1日 : 小倉電気軌道を合併。
  - 3月1日 : 九州合同バスよりバス事業を譲り受ける。
  - 5月9日 : 九州電気軌道・九州鉄道・福博電車・博多湾鉄道汽船・筑前参宮鉄道の5社間で合併契約締結。
  - 9月1日 : 九州電気軌道が他の4社を合併する形で上記5社合併成立、西日本鉄道株式会社（西鉄）が発足。
  - 9月19日 : 5社の合併登記が完了。
  - 9月22日 : 商号変更登記および福岡市への本店移転登記が完了（この日を西鉄の創業記念日とする）。

## 社史
- 『躍進九軌の回顧』(NDLJP:1237196) ： 創業25周年を記念し1935年に発行。不正手形事件の処理について詳述する。